# Monaco

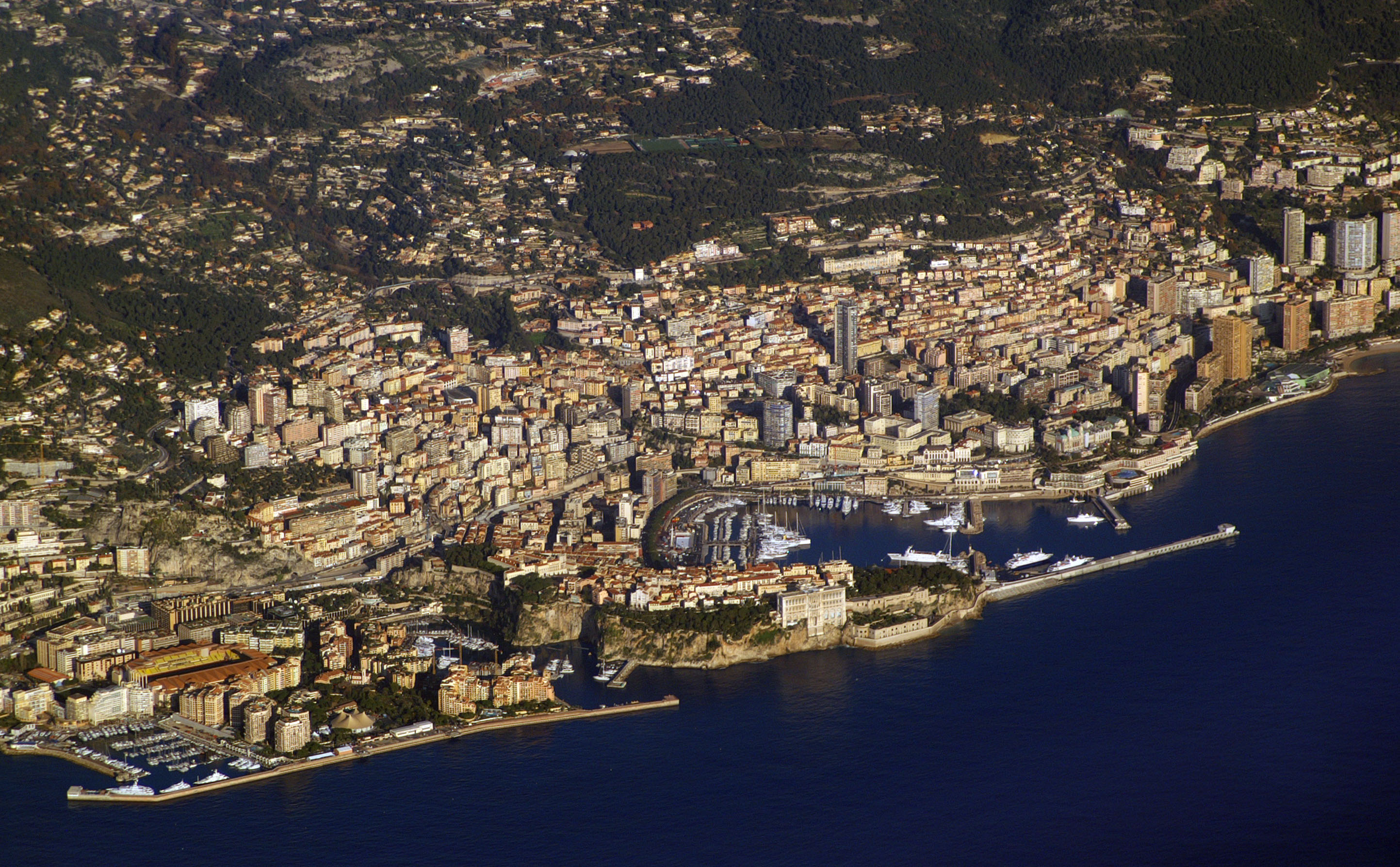
Luftansicht Monacos

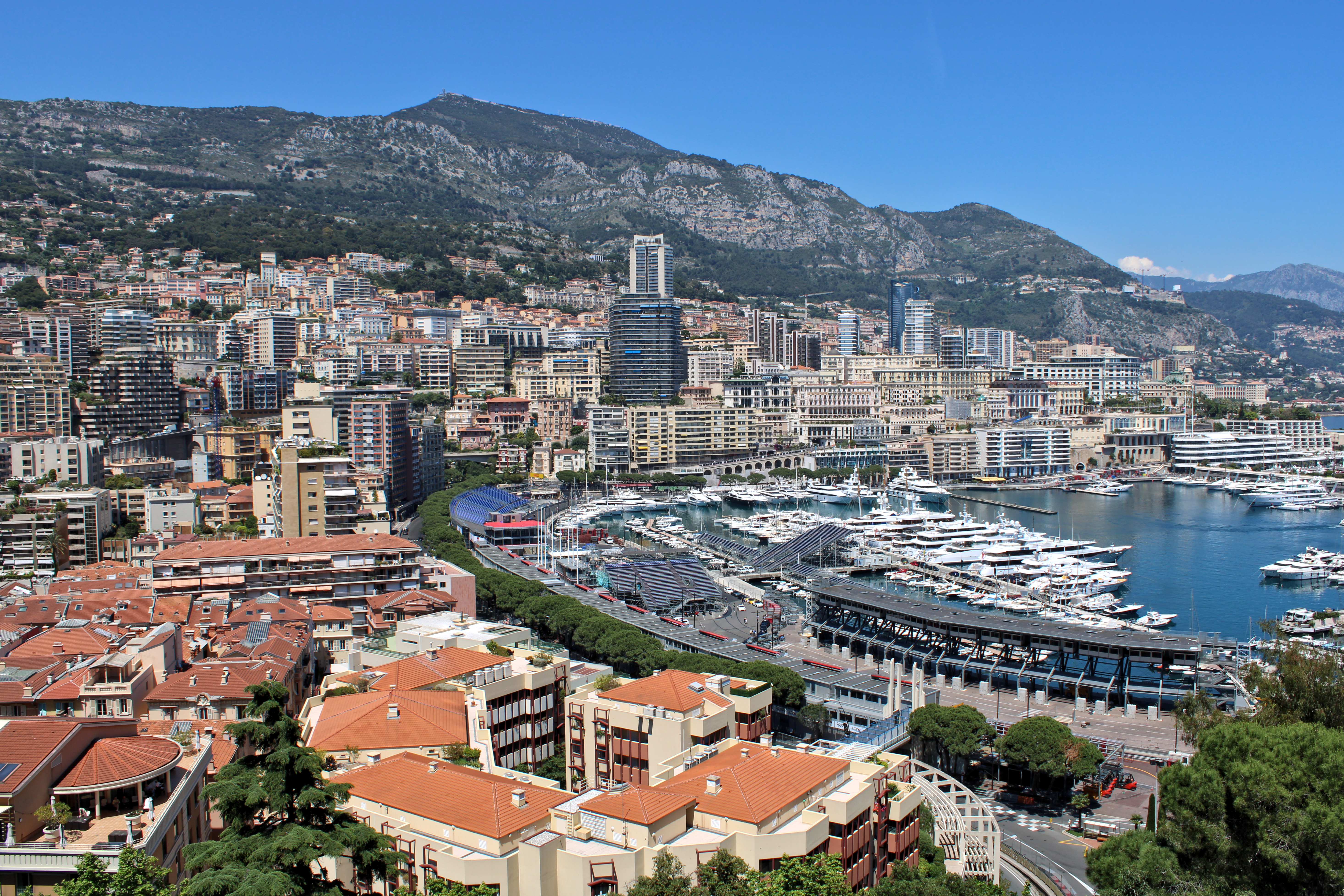
Blick auf den Port Hercule und nach Monte-Carlo

Monaco (deutsch [moˈnako], französisch [mɔnaˈko], italienisch [ˈmɔnako]) (amtlich Fürstentum Monaco, monegassisch Principatu de Mu̍negu, französisch Principauté de Monaco, italienisch Principato di Monaco) ist ein am Mittelmeer liegender Stadtstaat in Südeuropa. Die Staatsform des Fürstentums ist als konstitutionelle Monarchie verfasst; Staatsreligion ist der Katholizismus. Fürst Albert II. aus dem Geschlecht der Grimaldi ist seit April 2005 das Staatsoberhaupt. Monaco ist ein Zwergstaat und nach der Vatikanstadt der zweitkleinste Staat der Erde mit 39.520 Einwohnern (Stand: 2021) auf einer Fläche von 2,084 Quadratkilometern. Die Bevölkerungsdichte weist mit 18.831 Einwohnern je Quadratkilometer die höchste Bevölkerungsdichte aller Staaten der Welt auf, gefolgt von Singapur und Bahrain. Von der Bevölkerung verfügen 77,5 Prozent nicht über die monegassische Staatsbürgerschaft. Der Staat liegt in den Seealpen und an der Côte d’Azur, der französischen Riviera, nahe der Grenze zu Italien.

## Landesname
Der Landesname hat einen griechisch-lateinischen Ursprung. Monaco war ein antiker Handelsplatz der Phönizier und später der Griechen, die hier an der Nordküste des westlichen Mittelmeers einen Herkules-Tempel errichteten, der bald den Beinamen Monoikos („einzelnes Haus“) erhielt. Als der Ort ein römischer Hafen wurde, erhielt er den Namen Herculis Monoeci Portus, woraus Monaco entstand.

## Territorium
Das Fürstentum liegt an der französischen Riviera, auf 43° 44′ nördlicher Breite und 7° 25′ östlicher Länge zwischen der französischen Stadt Nizza im Westen (13 km Entfernung) und der französisch-italienischen Grenze (etwa zehn Kilometer Entfernung) im Osten. Die Küstenlänge des Fürstentums ohne Häfen und Strände beträgt 4856 Meter. In den letzten Jahrzehnten wurde das Staatsgebiet durch Landgewinnung um mehr als 40 Hektar auf 208,4 Hektar (2,084 Quadratkilometer) vergrößert. Monaco verfügt über ein schmales Küstenmeeresgebiet. Die gesamte Fläche des Landes liegt am Rand der Seealpen.
Die einzige Staatsgrenze ist die zur Französischen Republik. Die französischen Nachbargemeinden, die unmittelbar an den Stadtstaat Monaco grenzen, lauten (im Uhrzeigersinn): Cap-d’Ail, La Turbie, Beausoleil, Roquebrune-Cap-Martin. Die Länge der Staatsgrenze beträgt 5469 Meter. Monaco grenzt mit 1341 Metern an Cap-d’Ail, mit 390 Metern an La Turbie, mit 3274 Metern an Beausoleil und mit 464 Metern an Roquebrune-Cap-Martin.

## Physische Geographie

### Geomorphologie
Die höchste Erhebung des französischen Umlandes unweit Monacos ist der 1148 Meter hohe Mont Agel, von dem aus früher Radio Monte-Carlo sendete. Die höchste Erhebung des monegassischen Staatsgebiets liegt auf gut 164,5 Metern Meereshöhe im Stadtteil Jardin Exotique, während der Platz vor dem fürstlichen Palast auf 62,2 Metern Höhe liegt.

### Klima
In Monaco herrscht Mittelmeerklima mit milden Wintern und warmen Sommern, einer durchschnittlichen Niederschlagsmenge von 1016,1 Millimetern und einer durchschnittlichen Sonnenscheindauer von 2616 Stunden pro Jahr (alle Angaben von 2024). Die durchschnittlichen Mindesttemperatur lag im Jahr 2024 bei 15,7 Grad Celsius, die durchschnittliche Maximaltemperatur bei 20,5 Grad Celsius
|                   | Jan  | Feb   | Mär   | Apr  | Mai  | Jun | Jul | Aug  | Sep   | Okt   | Nov  | Dez  |   |         |
|                   |      |       |       |      |      |     |     |      |       |       |      |      |   |         |
| Niederschlag (mm) | 61,2 | 202,6 | 213,3 | 22,1 | 88,9 | 7,7 | 1,4 | 20,0 | 167,3 | 191,8 | 26,3 | 13,5 | Σ | 1.016,1 |
|                   |      |       |       |      |      |     |     |      |       |       |      |      |   |         |
| Regentage (d)     | 3    | 7     | 12    | 5    | 7    | 2   | 0   | 2    | 8     | 13    | 4    | 3    | Σ | 66      |

|  |

|  |

|  |

|  |

|  |

|  |

|  |

|  |

|  |

|  |

|  |

|  |

|  |

|  |

|  |

|  |

|  |

|  |

|  |

|  |

|  |

|  |

|  |

|  |

## Bevölkerung

### Demografie
Am 31. Dezember 2019 waren in Monaco 38.100 Einwohner amtlich registriert. Im Vergleich zum 31. Dezember 2018 verzeichnete das Fürstentum 200 Einwohner weniger (−0,5 Prozent). Die Einwohner Monacos werden als Monegassen (französisch monégasques) bezeichnet. Die Fertilitätsrate beläuft sich für den Zeitraum 2017 bis 2019 auf 2,5. Im Jahr 2019 betrug die Geburtenrate 1,32 Prozent, die Sterblichkeitsrate 0,84 Prozent. Statistisch gebiert eine Frau mit monegassischer Staatsbürgerschaft im Alter von 32,4 Jahren (Zeitraum 2019 bis 2019). 2019 wurden 939 Neugeborene gezählt, hiervon waren 52,6 Prozent männlich, 47,4 Prozent weiblich. Die Lebenserwartung bei Geburten in den Jahren 2017 bis 2019 wurde durchschnittlich und unter Berücksichtigung des männlichen und weiblichen Geschlechts mit 86,5 Jahren angegeben (Männer: 84,4 Jahre, Frauen: 88,7 Jahre). Monaco war damit der Staat mit der weltweit höchsten Lebenserwartung. 524 Sterbefälle wurden 2019 registriert, davon 50,6 Prozent männlich und 49,4 Prozent weiblich.

### Ethnien

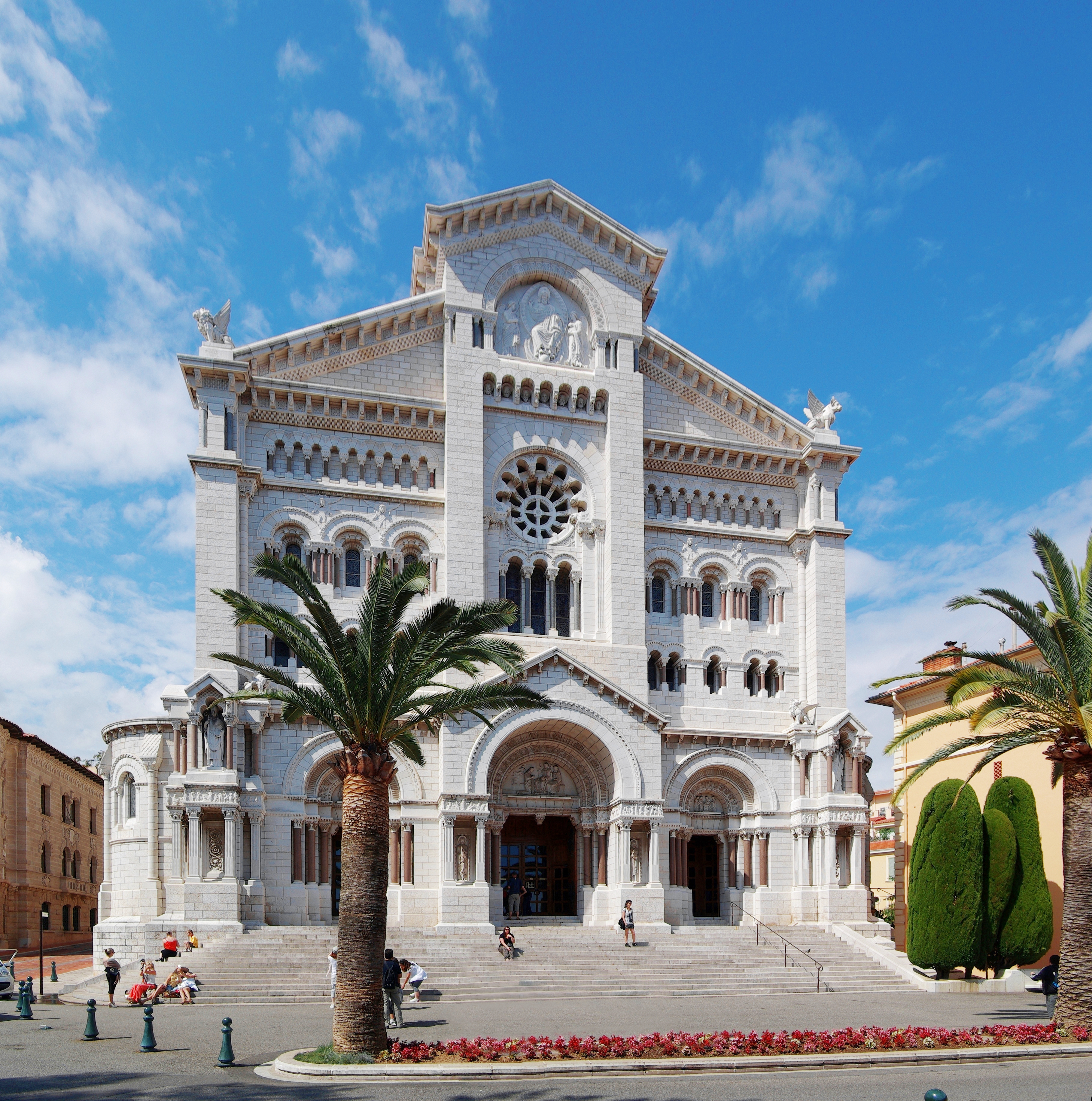
Die Kathedrale Notre-Dame-Immaculée

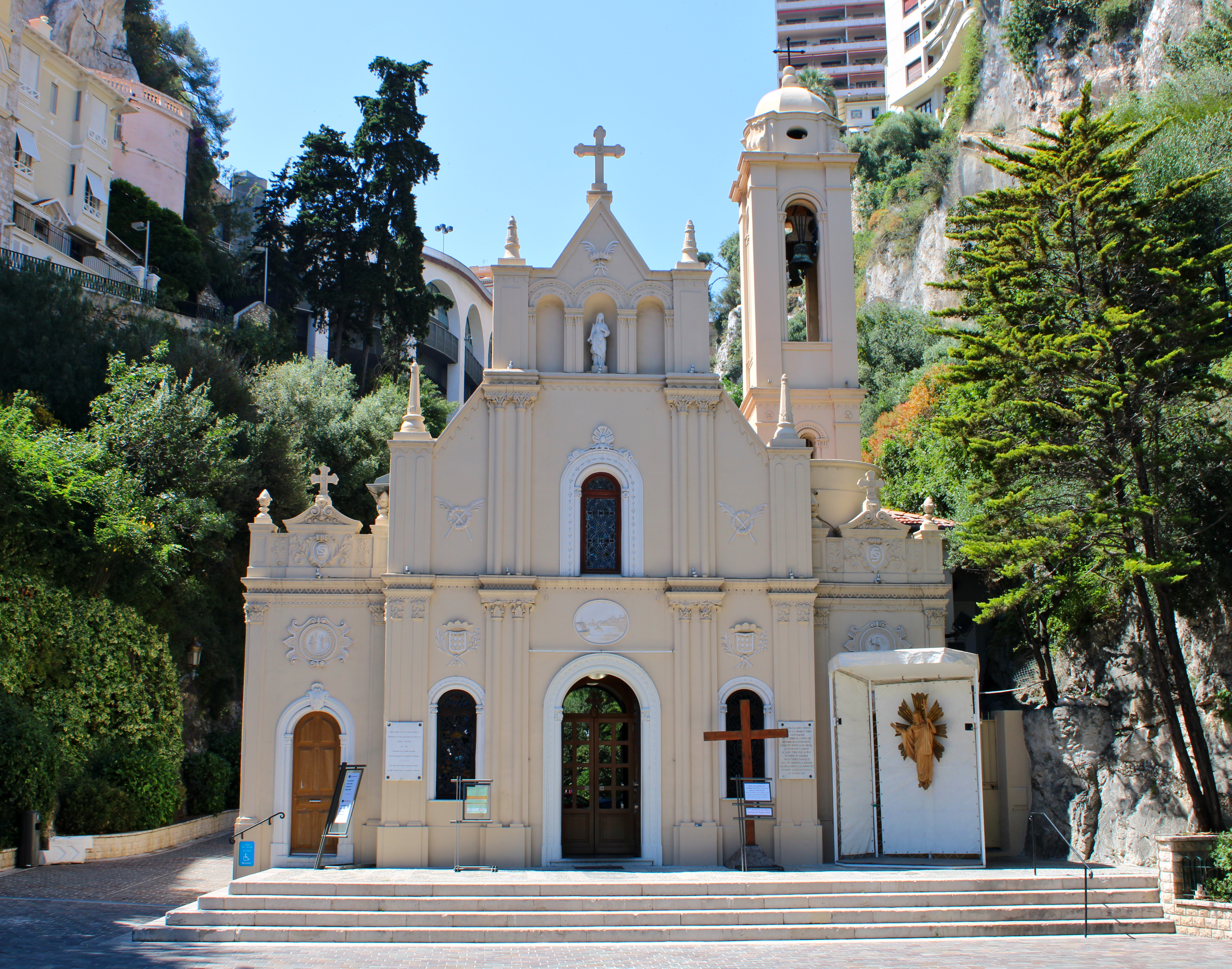
Kirche Saint-Dévote

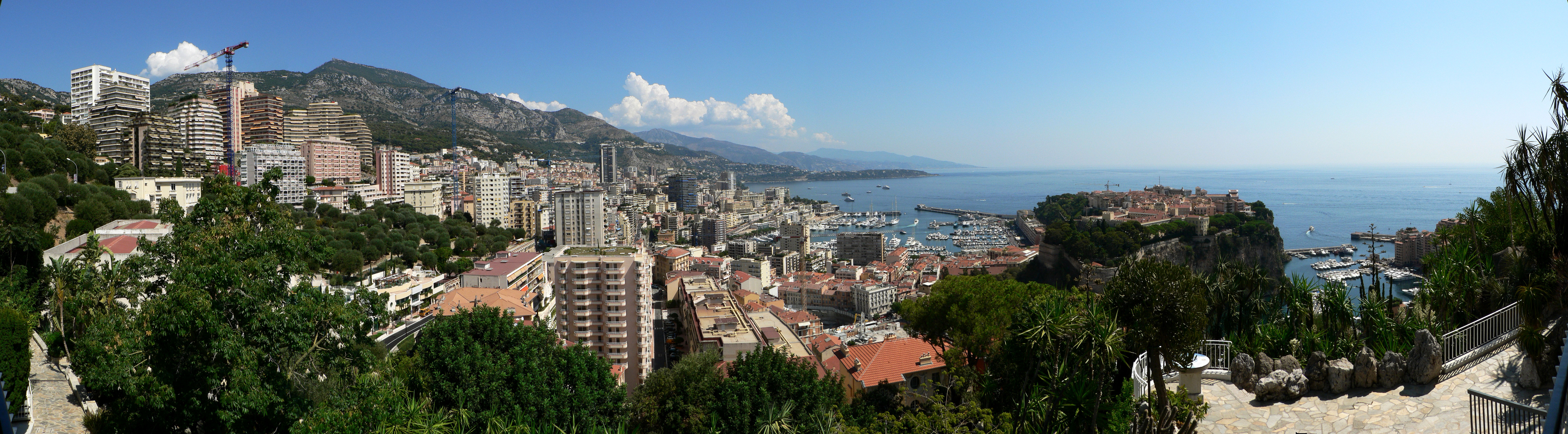
Panoramaansicht Monacos

Die einheimische Bevölkerung Monacos ist ligurisch-provenzalischen Ursprungs. Sie stellt knapp ein Viertel der Wohnbevölkerung dar. Somit ist Monaco ein Einwanderungsland und weist mit 77,5 Prozent einen der höchsten Anteile an Ausländern aller Staaten auf. Im Jahr 2016 verfügten 8.378 Personen (22,5 Prozent der Gesamtbevölkerung) über die monegassische Staatsbürgerschaft. 2016 waren 9.286 Einwohner Franzosen und stellten die größte Ausländergruppe dar. 8172 italienische Staatsangehörige stellten die drittgrößte Nationalität dar, gefolgt von den Briten (2795 Einwohner), Schweizern (1187), Belgiern (1073), Deutschen (907), Russen (749), Niederländern (555), Portugiesen (523), Griechen (401), US-Amerikanern (366), Schweden (323), Kanadiern (311) und Spaniern (294). Der Anteil der Franzosen an der Bevölkerung ist permanent rückläufig, da die in Monaco wohnenden französischen Staatsangehörigen aufgrund eines Abkommens zwischen Frankreich und Monaco in Frankreich steuerpflichtig sind, sodass sie die extrem hohen Lebenshaltungskosten (insbesondere Immobilienpreise) nicht durch eine Steuerersparnis kompensieren können.

### Monegassische Staatsbürgerschaft
Als einziges Land der Welt unterteilt Monaco seine Bevölkerung in drei Kategorien: gebürtige Monegassen, Landeskinder (enfants du pays) und wohlhabende Ausländer. So verfügt erstere Gruppe über das Recht auf eine angemessene staatliche Wohnung (mit Möglichkeit der Vererbung). Die Landeskinder als zweite Kategorie sind nicht im Besitz der monegassischen Staatsbürgerschaft, leben jedoch seit Generationen im Fürstentum und haben einen Rechtsanspruch auf eine angemessene Wohnung aus nichtstaatlichem Immobilienbesitz.
Die monegassische Staatsbürgerschaft stellt die Zugehörigkeit einer natürlichen Person zum Fürstentum Monaco dar. Das Staatsbürgerschaftsrecht Monacos gilt als sehr restriktiv. Jährlich beantragen mehr als 500 Personen die monegassische Staatsbürgerschaft. Die Entscheidung über Zuteilung und Ablehnung der monegassischen Staatsangehörigkeit obliegt ausschließlich dem Fürsten Albert II. Im Jahr 2007 wurde 68 Personen die monegassische Staatsbürgerschaft verliehen, im Jahr 2010 nur sieben Personen.

### Sprachen
Die alleinige Amtssprache Monacos ist seit 1792 das Französische. Seit 1858 ist es per Gesetz Unterrichtssprache. Vernakularsprachen sind bzw. waren Monegassisch und Okzitanisch. Während Letzteres als in Monaco nahezu ausgestorben gilt, hat sich die Position des Monegassischen seit den 1980er Jahren auf schriftlicher Ebene gefestigt. Das Monegassische (Eigenbezeichnung: munegascu) ist ein romanischer Dialekt, der mit dem an der französischen und italienischen Riviera beheimateten Ligurischen eng verwandt ist. Im Zusammenhang mit der Herkunft der Herrscherfamilie Grimaldi aus Genua wurde Monegassisch zu einem ordentlichen Lehrfach an den monegassischen Schulen erhoben; das Abitur (Matura) kann auf Monegassisch abgelegt werden. Über die muttersprachliche Verteilung der im Fürstentum gesprochenen Sprachen gibt es keine Erhebungen. Aufgrund ihres Status als offizielle Sprache, vorherrschende Unterrichtssprache und Muttersprache der starken französischen Minderheit ist das Französische als die in Monaco am häufigsten gesprochene Sprache zu betrachten, gefolgt von Italienisch. Das Französische ist seit dem Anschluss der Monaco umgebenden Ländereien, namentlich der Grafschaft Nizza und von Teilen Savoyens, an Frankreich im Jahre 1860 zur vorherrschenden Schrift- und Umgangssprache Monacos aufgestiegen; in der mit dem französischen Adelshaus Goyon de Matignon verbundenen Familie Grimaldi spielte die sprachlich-kulturelle Bindung an Frankreich bereits zuvor eine Rolle.

### Religionen
Die römisch-katholische Kirche ist Staatskirche. Monaco ist Sitz eines Erzbistums, das, ohne Metropolitanbistum zu sein, direkt dem Heiligen Stuhl unterstellt ist. Bischofskirche ist die Kathedrale Notre-Dame-Immaculée. Die Freiheiten anderer Religionen und Konfessionen werden von der monegassischen Verfassung garantiert. Neben Katholiken und Protestanten bestehen orthodoxe und jüdische Gemeinden.

## Geschichte

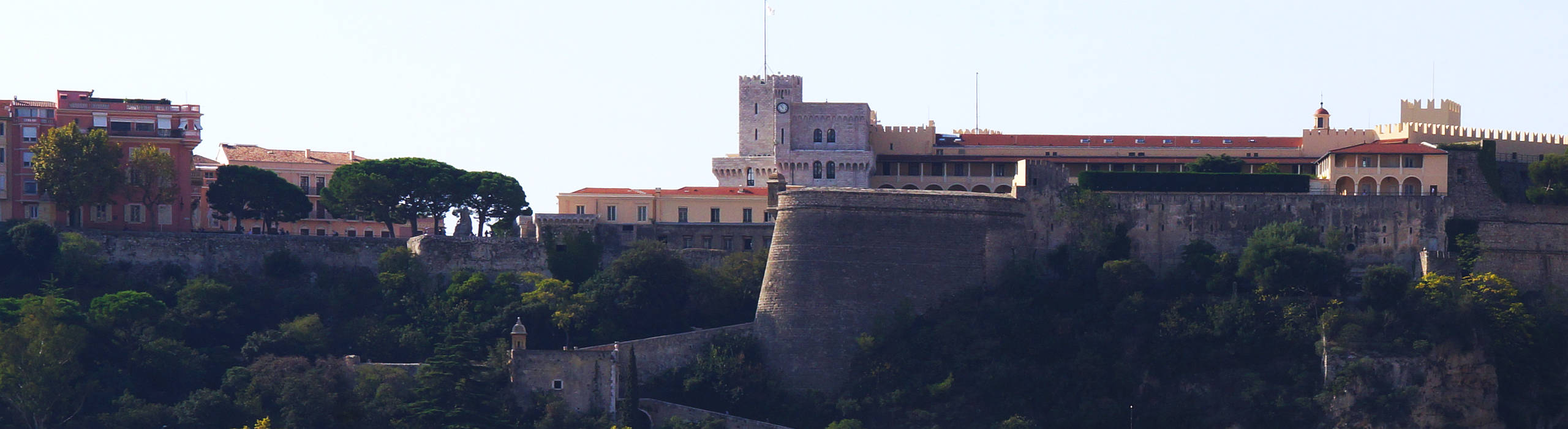
Wehranlagen unterhalb des Fürstenpalastes von Monaco

Monaco als Teil der Republik Genua im Jahr 1494

Monaco in der Republik Genua 1796

Gebietsabtretungen Sardinien-Piemonts (in Braun) an Frankreich 1860; Monaco (in Gelb) ist davon nicht betroffen

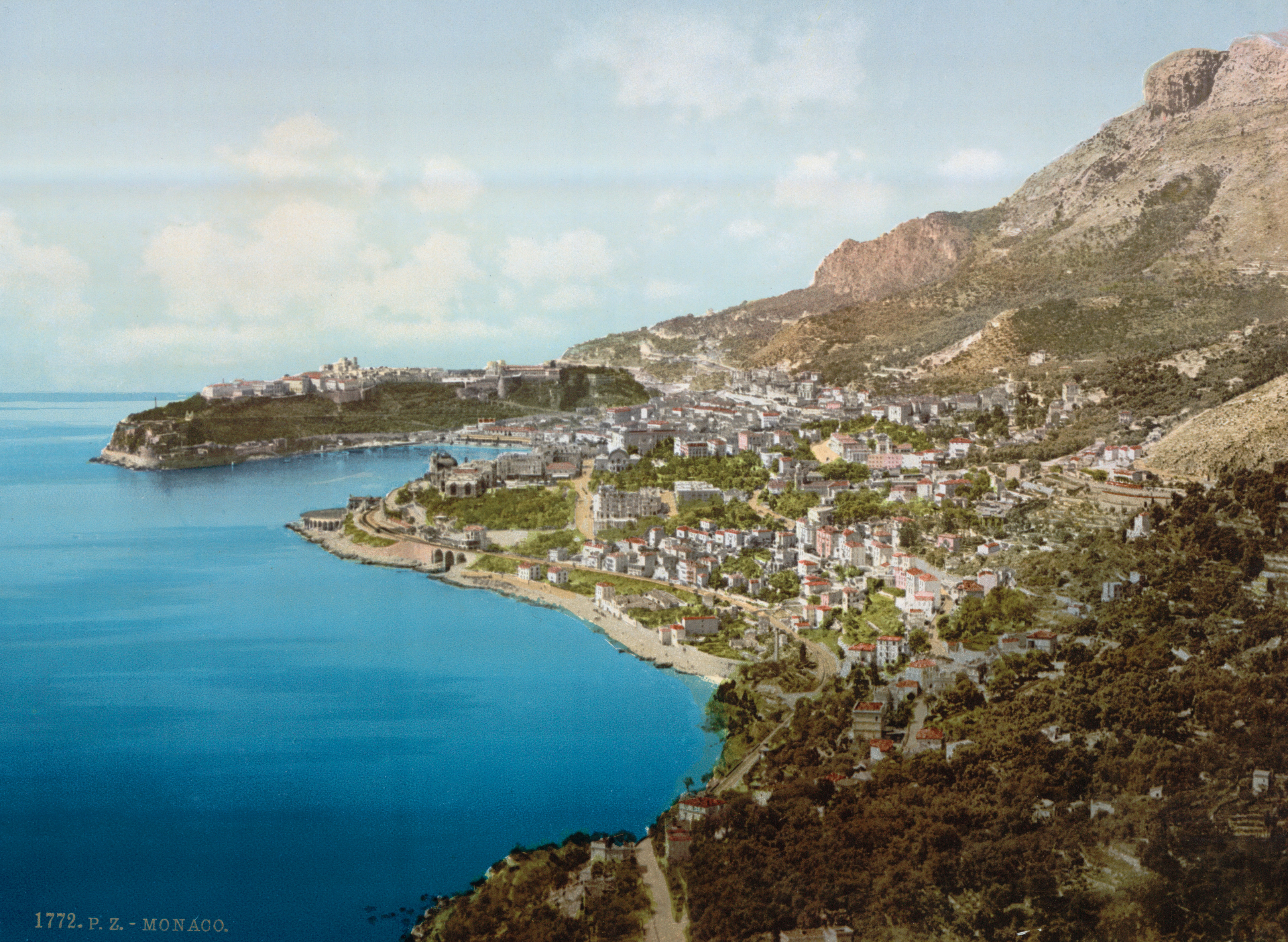
Monaco um 1900

Nachdem Kaiser Heinrich VI. im Jahr 1191 der Republik Genua die Herrschaft über die Küstenregion um das heutige Monaco übertragen hatte, wurde am 10. Juni 1215 an der Stelle, an der heute der Fürstenpalast steht, mit dem Bau einer genuesischen Grenzfestung begonnen. Dieser Tag gilt als das Gründungsdatum Monacos. Die bürgerkriegsartigen Auseinandersetzungen im 13. Jahrhundert zwischen den Ghibellinen und Guelfen in Norditalien führten 1296 zur Vertreibung der papsttreuen Guelfen und damit auch der Familie Grimaldi aus Genua. Am 8. Januar 1297 gelang es Soldaten der Grimaldi und mit ihnen verbündeter guelfischer Familien unter der Führung von Francesco Grimaldi, in die bis dahin in ghibellinischer Hand befindliche Festung Monaco einzudringen und diese im Handstreich zu erobern. Von nun an war die Geschichte Monacos eng mit der Familie Grimaldi verbunden, deren Mitglieder mit kurzen Unterbrechungen bis zum heutigen Tag die Herrschaft dort ausüben.
Der erste Herrscher Monacos aus diesem Haus wurde 1297 Raniero Grimaldi, der Monaco 1301 wieder an Genua abtreten musste. Seinem Sohn Carlo I. gelang im Jahr 1331 mit Unterstützung des französischen Königs die erneute Eroberung Monacos sowie der Erwerb von Menton (1346) und Roquebrune (1355). 1357 wurde Monaco nochmals von Genua erobert und gelangte 1419 endgültig in den Besitz der Grimaldi.
Im Jahr 1489 wurde die Unabhängigkeit Monacos vom König von Frankreich und dem Herzog von Savoyen anerkannt. Eine letzte Belagerung Monacos im Jahr 1507 durch die Genuesen endete erfolglos, worauf König Ludwig XII. 1512 die monegassische Unabhängigkeit bestätigte.
Ab 1523, nach dem Regierungsantritt Augustins I. von Monaco, verschlechterten sich die Beziehungen zu Frankreich. Monaco schloss daraufhin 1524 mit dem römisch-deutschen Kaiser Karl V. den Vertrag von Burgos und Tordesillas und stellte sich unter den Schutz der spanischen Habsburger. Honoré II. bezeichnete sich ab 1612 als Fürst und Herrn von Monaco; 1633 wurde der Fürstentitel offiziell von Spanien anerkannt.
Ungefähr ab 1630 erfolgte eine Wiederannäherung an Frankreich, die schließlich 1641 im Vertrag von Péronne besiegelt wurde. Frankreich wurde erneut Monacos Schutzmacht; noch im selben Jahr wurde die spanische Garnison aus Monaco vertrieben. Mit dem Tod von Antoine I. 1731 starben die Grimaldi in männlicher Linie aus. In der Folge gingen Name und Herrschaft auf die eingeheiratete Familie Goyon de Matignon über.
Französische Revolutionstruppen eroberten Monaco 1793. Der Nationalkonvent erklärte die Grimaldi für abgesetzt und rief die Republik Monaco aus. Am 14. Februar 1793 wurde Monaco von Frankreich annektiert, die Mitglieder der Fürstenfamilie wurden inhaftiert.
Am 6. April 1814 und endgültig am 20. November 1815 wurde in den Verträgen von Paris die Unabhängigkeit Monacos wiederhergestellt, nun allerdings unter dem Schutz des Königreichs Sardinien. Wirtschaftliche Schwierigkeiten und politische Unruhen im Gefolge der Februarrevolution 1848 führten 1848 zur Abspaltung der Orte Menton und Roquebrune, die am 2. Februar 1861 durch den Vertrag mit Napoleon III. endgültig an Frankreich fielen. Zugleich erkannte Frankreich die volle Unabhängigkeit Monacos unter der alleinigen Souveränität des Fürsten an.
In diese Zeit fiel auch der wirtschaftliche Aufstieg Monacos. Mit der Gründung der Spielbank Monte-Carlo im Jahr 1853, der Zollunion mit Frankreich 1865 und dem Anschluss an das Eisenbahnnetz 1868 wurde die Grundlage für den mondänen Tourismus gelegt, aus dem Monaco in den folgenden Jahrzehnten einen großen Teil seiner Staatseinnahmen bezog. Fürst Albert I., der sich als Ozeanograph und Paläontologe betätigte, gründete 1889 das renommierte Ozeanographische Museum. 1911 gab er dem Land die erste Verfassung.
1918 wurde das erste bilaterale Abkommen mit Frankreich unterzeichnet, das erneut die Unabhängigkeit Monacos durch Frankreich garantierte. Im Zweiten Weltkrieg war Monaco zeitweise von deutschen Truppen besetzt. Das Frauenwahlrecht auf kommunaler Ebene wurde am 24. Mai 1945 eingeführt. Monaco trat am 8. Juli 1948 der Weltgesundheitsorganisation bei. Seit dem 17. Dezember 1962 gilt die heutige Verfassung. Das aktive und passive Frauenwahlrecht auf nationaler Ebene wurde am 17. Dezember 1962 eingeführt. 1981 erfolgte die Erhebung zum römisch-katholischen Erzbistum Monaco, 1993 der Beitritt zu den Vereinten Nationen. Am 7. Januar 2000 wurde ein ständiger Vertreter bei der Europäischen Union in Brüssel entsandt. 2002 folgte die Einführung des Euro (den Französischen Franc ablösend) in Monaco, das den Status eines assoziierten Euro-Nutzers hat (Buchgeld ab 1999). Monaco wurde am 5. Oktober 2004 nach sechsjähriger Wartezeit in den Europarat aufgenommen. 2005 wurde das zweite bilaterale Abkommen mit Frankreich geschlossen.
Internationale Aufmerksamkeit erlangte Monaco 1956, als Fürst Rainier III. die US-amerikanische Schauspielerin Grace Kelly heiratete, und erneut 2011, als ihr gemeinsamer Sohn und Thronfolger, Albert II., die Südafrikanerin Charlène Wittstock heiratete.
Das Fürstentum ist heute ein Finanzplatz und vornehmlich bei den Reichen der Welt als Hauptwohnsitz begehrt, da es keine Einkommen- und Erbschaftsteuer erhebt und im Ausland begangene Steuerdelikte nicht verfolgt. Französische Staatsbürger sowie Unternehmen zahlen hingegen Steuern.
Monaco ist nicht Mitglied der Europäischen Union, jedoch des Europarates sowie der Vereinten Nationen und der Internationalen Organisation der Frankophonie.

## Politik

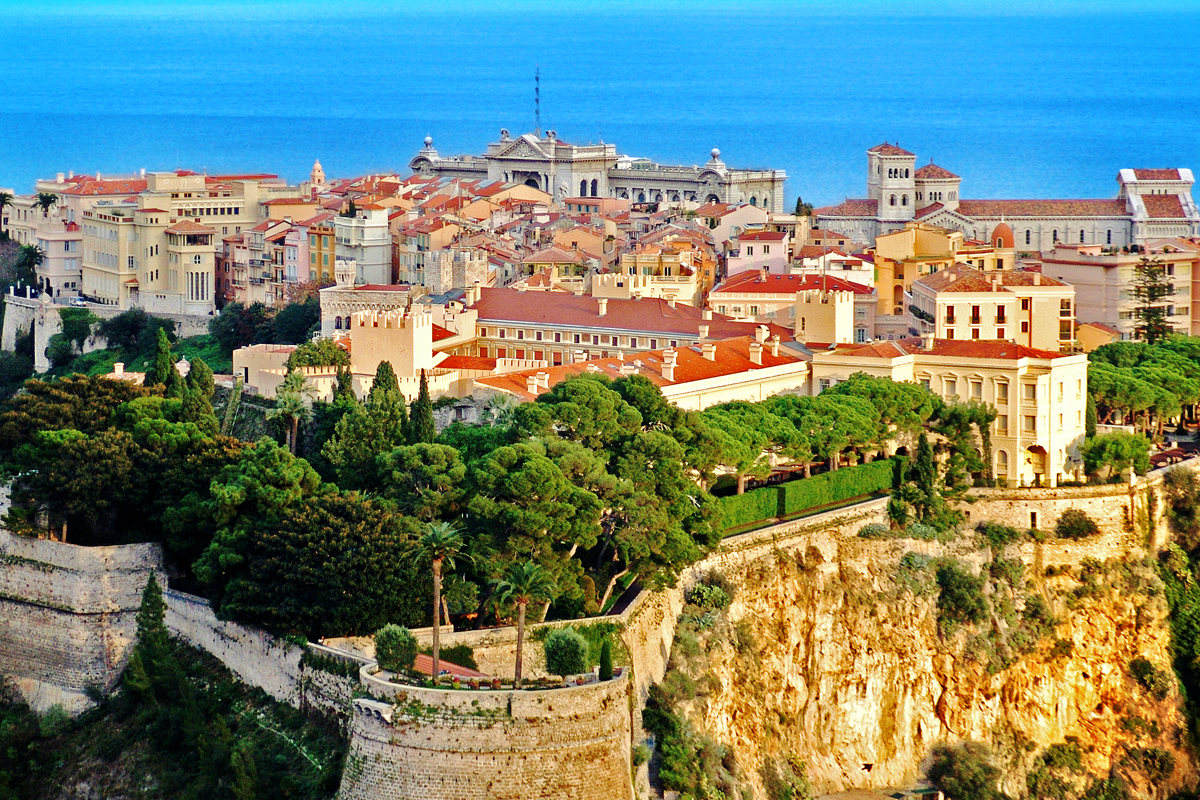
Das Fürstenschloss mit Befestigungsanlagen; im Hintergrund, zum Meer hin, das Ozeanografische Museum

### Verfassung und Thronfolge

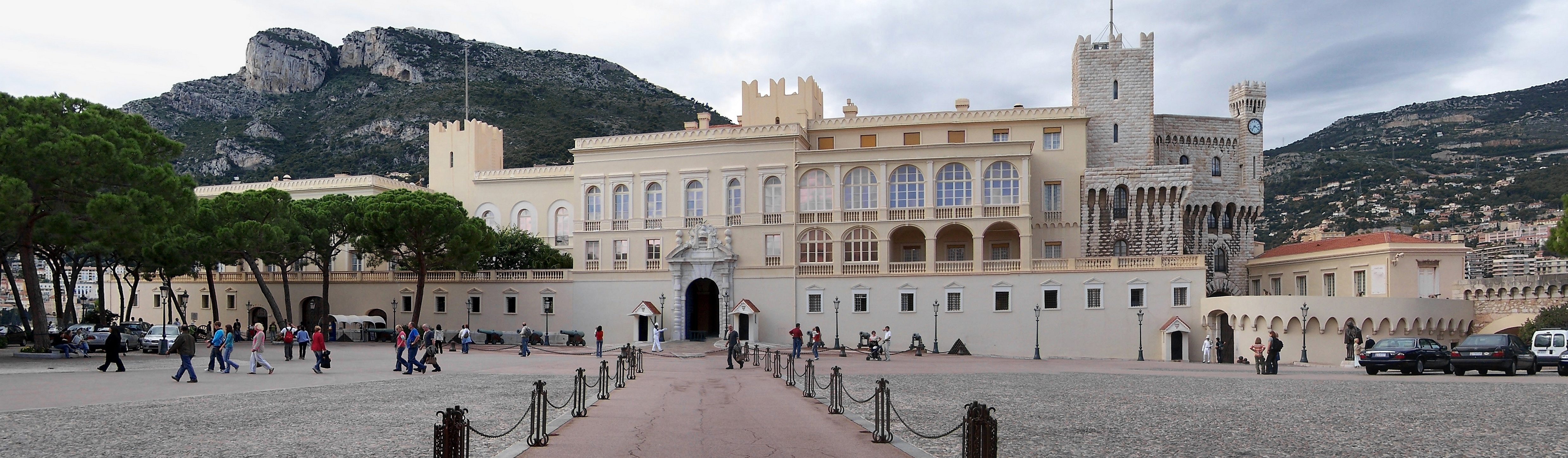
Der Fürstenpalast von Monaco

Monaco ist seit 1911 eine konstitutionelle Monarchie, in der der regierende Fürst das Staatsoberhaupt ist. Er wird im Fürstentum gewöhnlich Patron („Schutzherr“) oder Monseigneur („mein Herr“) genannt.
Die Thronfolge ist im Artikel 10 der Verfassung des Fürstentums Monaco geregelt und wurde zuletzt 2002 geändert. Thronfolger ist der erste direkte und legitime Nachkomme des Fürsten mit Priorisierung der männlichen Nachkommen im gleichen Verwandtschaftsverhältnis. Wenn der Fürst keinen Nachkommen hat, gilt diese Regelung für die Brüder und Schwestern bzw. deren Nachkommen. Wenn der Thronfolger auf den Thron verzichtet, treten seine Nachkommen an seine Stelle. Der Thronerbe von Fürst Albert II. ist Alberts Sohn Prinz Jacques (* 10. Dezember 2014), gefolgt von dessen Zwillingsschwester Prinzessin Gabriella (* 10. Dezember 2014). Die frühere Regelung, dass Monaco an Frankreich zurückgefallen wäre, wenn es keine Thronerben der Grimaldis gegeben hätte, wurde im zweiten monegassisch-französischen Abkommen 2002 abgeschafft. Daher bliebe Monaco nach einem eventuellen Erlöschen der Dynastie Grimaldi ein souveräner Staat.
Die Regierungsgeschäfte Monacos werden seit April 2005 von Fürst Albert II. ausgeübt, nachdem sein Vater Fürst Rainier am 6. April 2005 verstarb. Nach einer üblichen Trauerphase wurde Albert II. am 12. Juli 2005 offiziell in sein neues Amt eingeführt. Dabei verzichtete er demonstrativ auf das sonst übliche Hofzeremoniell zugunsten einer volksnah gestalteten Feier.

### Legislative
Seit der Verfassungsänderung 1962 teilt sich der Fürst seine Regierungsmacht mit dem Parlament (Conseil National). Dieses besteht aus 24 Mitgliedern, die in freien und geheimen Wahlen auf fünf Jahre gewählt werden. Das Parlament wurde zuletzt am 5. Februar 2023 gewählt. Lokale Angelegenheiten, die nur das Stadtgebiet Monacos betreffen, werden vom Gemeinderat beschlossen, der 15 gewählte Mitglieder hat, und vom Bürgermeister Georges Marsan – bzw. aktuell (Stand Januar 2024) nach Korruptionsvorwürfen gegen Marsan von Camille Svara – geleitet wird.

### Exekutive

Logo der fürstlichen Regierung Monacos

Die Exekutive besteht aus dem Regierungsrat, der aus fünf Mitgliedern besteht, die das Kabinett bilden; Vorsitzender des Regierungsrates ist der Staatsminister.

### Verwaltungsgliederung
Die Unterscheidung zwischen dem Staat und der Stadt Monaco ist rein theoretisch, der Staat besteht tatsächlich nur aus der Stadt (Gemeinde). Nach der Verfassung von 1911 war das Fürstentum in drei Gemeinden gegliedert:
- Monaco (Monaco-Ville, Altstadt mit Fürstenpalast)
- Monte-Carlo (Nordosten)
- La Condamine (Westen und Nordwesten mit Hafengebiet Port Hercule)

Der Vorwurf an die fürstliche Macht, nach dem Spruch Teile und herrsche zu verfahren, führte dazu, dass 1917 die drei Gemeinden in eine Gemeinde zusammengefasst wurden. Die ursprünglichen Gemeinden galten fortan als Stadtbezirke (Quartiers).
- Als vierter Stadtbezirk kam Fontvieille hinzu, das ab etwa 1970 im Südwesten durch Neulandgewinnung aus dem Meer entstand. Auf französischer Seite gegenüber liegt die ZAC (Zone d’aménagement concerté, etwa Stadtteilentwicklungsplan) von Saint-Antoine.
- Als fünfter Stadtbezirk wurde Les Moneghetti durch Ausgliederung aus La Condamine geschaffen.
- Sechster Stadtbezirk wurde Larvotto durch Ausgliederung aus Monte-Carlo.
- Siebter Stadtbezirk wurde La Rousse/Saint Roman (mit Le Ténao), ebenfalls durch Ausgliederung aus Monte-Carlo.

In der Folge wurden drei weitere Stadtbezirke geschaffen:
- Saint Michel (Ausgliederung aus Monte-Carlo)
- La Colle (Ausgliederung aus La Condamine)
- Les Révoires (Ausgliederung aus La Condamine)

Das Territorium des Fürstentums wurde per 13. September 2013 durch eine Souveräne Verordnung neu geordnet und umfasst seither neun Stadtbezirke. Hierbei wurden generell alle Grenzziehungen innerhalb des Fürstentums teils geringfügig, teils erheblich geändert. Zudem wurden die Stadtbezirke Jardin Exotique und Ravin de Sainte-Dévote neu geschaffen. Die Stadtbezirke Monaco-Ville und Ravin de Sainte-Dévote gelten als „reservierte Sektoren“ (secteur réservé). „Secteur réservé“ ist hierbei ein Begriff, der im Kontext der Stadtplanung in Monaco verwendet wird. Eine Souveräne Verordnung aus dem Jahr 1966 teilte das Fürstentum in „secteurs réservés“, also Bereiche, deren aktueller Charakter erhalten bleiben sollte, und in „quartiers ordonnancés“, die mit einer Stadtplanungsverordnung ausgestattet sind.
Im Dezember 2024 wurde ein neuer Wohnbezirk namens Le Portier mit einer Fläche von 6 Hektar eröffnet. Dieses Areal wurde durch Landgewinnung vor der Küste Monte-Carlos neu dem Staatsterritorium zugefügt und ist Teil des Stadtbezirks Larvotto.
| Stadtbezirk (französischer Name) | Stadtbezirk (monegassischer Name) | Fläche in Hektar |
| -------------------------------- | --------------------------------- | ---------------- |
| Monte-Carlo                      | Munte-Carlu                       | 43,7             |
| Fontvieille                      | Funtanaveya                       | 33,0             |
| La Condamine                     | A Cundamina                       | 29,6             |
| Larvotto                         | Larvotu                           | 27,5             |
| Jardin Exotique                  | Giardin esoticu                   | 23,5             |
| Monaco-Ville                     | Mu̍negu-Vila                       | 19,6             |
| La Rousse                        | A Russa                           | 17,7             |
| Les Moneghetti                   | I Muneghëti                       | 11,5             |
| Ravin de Sainte-Dévote           | Valu̍n de Santa Devota             | 2,3              |
| Principauté de Monaco (Gesamt)   | Principatu de Mu̍negu              | 208,4            |

Die Stadtbezirke werden für statistische Zwecke in 173 Blöcke (îlots) untergliedert.
Sie sind nur durch vierstellige Ziffernfolgen (eine zweistellige Erweiterung der Stadtbezirksnummern) bezeichnet und tragen keine Namen.

#### Gemeinderat
Monaco als Stadtstaat unterscheidet zwischen staatlicher und kommunaler Ebene. Auf kommunaler Ebene existiert der Gemeinderat (conseil communal), der aus 15 Mitgliedern mit monegassischer Staatsbürgerschaft besteht. Präsident des Gemeinderates ist der Bürgermeister des Fürstentums Monaco, Georges Marsan. Dem Gemeinderat gehören neben dem Bürgermeister zehn Beigeordnete und vier Gemeinderäte an. Die Mitglieder werden für die Dauer von vier Jahren durch das monegassische Stimmvolk gewählt. Die letzte Wahl zum Gemeinderat fand am 19. März 2023 statt. Die Amtszeit des Gemeinderates dauert von 2023 bis 2027.
| Mitglied                     | Funktion (deutsch)                                                                                                  | Funktion (französisch) | Ressort (deutsch)                               | Ressort (französisch)                                        |
| ---------------------------- | --- | ---------------------- | ----------------------------------------------- | ------------------------------------------------------------ |
| Georges Marsan               | Bürgermeister von Monaco (war wegen Korruptionsvorwürfen bis 7. April 2024 von seinem Amt suspendiert)              | Maire de Monaco        |                                                 |                                                              |
| Camille Svara                | 1. Beigeordnete (war von Januar 2024 bis 7. April 2024 amtierende Bürgermeisterin in Vertretung für Georges Marsan) | 1ère adjointe          | Soziales                                        | Social                                                       |
| Marjorie Crovetto            | 2. Beigeordnete | 2e adjointe            | Lebensqualität, Umwelt, nachhaltige Entwicklung | Cadre de vie, de l’environnement et du développement durable |
| Chloé Boscagli Leclercq      | 3. Beigeordnete | 3e adjointe            | Jugend, Parität und Gleichheit Frauen/Männer    | Jeunesse, parité et égalité femmes/hommes                    |
| Jacques Pastor               | 4. Beigeordneter | 4e adjoint             |                                                 |                                                              |
| François Lallemand           | 5. Beigeordneter | 5e adjoint             | Aufwertung von Immobilienvermögen               | Revalorisation du patrimoine immobilier                      |
| Axelle Amalberti Verdino     | 6. Beigeordnete | 6e adjointe            | Freizeit                                        | Animation et loisirs                                         |
| Jean-Marc Deoriti-Castellini | 7. Beigeordneter | 7e adjoint             |                                                 |                                                              |
| Karyn Ardisson Salopek       | 8. Beigeordnete | 8e adjointe            | Kultur                                          | Culture                                                      |
| André J. Campana             | 9. Beigeordneter | 9e adjoint             | kommunale grüne Räume                           | Espaces verts communaux                                      |
| Charles Maricic              | 10. Beigeordneter                                                                                                   | 10e adjoint            | digitaler Wandel                                | Transition numérique                                         |
| Georges Gambarini            | Gemeinderat | Conseiller communal    |                                                 |                                                              |
| Nada Lorenzi                 | Gemeinderätin | Conseillère communale  |                                                 |                                                              |
| Nathalie Vaccarezza          | Gemeinderätin | Conseillère communale  |                                                 |                                                              |
| Jean-Luc Puyo                | Gemeinderat | Conseiller communal    |                                                 |                                                              |

#### Rathaus
Das Rathaus bzw. Bürgermeisteramt Monacos (mairie) ist die älteste Institution des Fürstentums. Es hat seinen Sitz am Place de la Mairie. Etwa 745 Mitarbeiter sind in den 20 kommunalen Dienststellen beschäftigt. Die kommunalen Dienststellen sind sieben Kompetenzbereichen zugeordnet.
Kommunale Dienststellen
- Secrétariat Général
- Académie Rainier III
- École Supérieure d’Arts Plastiques
- Espace Léo Ferré
- Jardin Exotique de Monaco
- Médiathèque de Monaco
- Police Municipale
- Recette Municipale
- Service Animation de la Ville
- Service Communication
- Service d’Actions Sociales
- Service de l’État Civil – Nationalité
- Service de Gestion des Personnels
- Service de l’Affichage et de la Publicité
- Service du Contrôle Municipal des Dépenses
- Service du Domaine Communal, Commerce, Halles et Marchés
- Service Informatique
- Service Municipal des Sports et des Associations
- Service Techniques Communaux

### Hoheitszeichen
Als Hoheitszeichen führt das Fürstentum Monaco Wappen und eine Flagge. Da das Fürstentum rechtlich zwischen staatlicher und kommunaler Ebene unterscheidet, existiert ein eigenes Wappen für die Gemeinde Monaco.

Großes Wappen des Fürstentums Monaco
Kleines Wappen des Fürstentums Monaco
Wappen der Gemeinde Monaco
Flagge Monacos

### Staatshaushalt
2019 umfasste der monegassische Staatshaushalt Erträge (Einnahmen) von 1,5237 Milliarden Euro und Aufwendungen (Ausgaben) von 1,5199 Milliarden Euro. Somit ist der Haushaltssaldo positiv.
2006 betrug der Anteil der Staatsausgaben (in Prozent des Bruttoinlandsprodukts) folgender Bereiche:
- Gesundheit:[34] 4,5 Prozent
- Bildung:[35] 4,4 Prozent (2004)
- Militär:[35] 0,0 Prozent (Verteidigung ist hauptsächlich Aufgabe Frankreichs)

### Außenpolitik

#### Verhältnis zu Frankreich
Die Unabhängigkeit Monacos, die seit dem 25. Februar 1489 besteht, war in der Vergangenheit an das Bestehen der Grimaldi-Dynastie gebunden. Ein Vertrag mit Frankreich regelte bis 2002, dass bei Aussterben der Grimaldi Monaco an Frankreich fällt. Zwischen Frankreich und Monaco besteht ein so genanntes völkerrechtliches Protektoratsverhältnis, das in einem „Schutzvertrag mit Frankreich“ vom 17. Juli 1918 festgelegt wurde. Darin garantierte Frankreich die Unabhängigkeit und Souveränität Monacos, für wichtige Einzelentscheidungen der monegassischen Außenpolitik wurde eine Konsultationspflicht festgelegt. Zur Nachfolge des Fürsten heißt es darin: „Im Falle einer Vakanz der Krone, beispielsweise durch das Fehlen eines direkten oder adoptierten Erben, würde das Gebiet Monacos einen autonomen Staat unter dem Protektorat von Frankreich bilden“. Für mehrere Schlüsselpositionen im Fürstentum (Regierungschef, Generalstaatsanwalt und Polizeichef) schlug dem Abkommen zufolge die französische Regierung die Beamten vor. So wurde der Staatsminister vom Fürsten aus einem Dreiervorschlag der französischen Regierung ausgewählt und musste stets ein Franzose sein. Im Oktober 2002 wurde eine Neufassung des Vertrages unterzeichnet, die den außenpolitischen Spielraum Monacos erweitert, in wichtigen Fragen aber weiterhin eine Konsultationspflicht vorsieht. Die Auswahl des Staatsministers steht dem Fürsten nun frei, bedarf aber der Zustimmung Frankreichs.

#### Internationale Organisationen und Verträge
Monaco ist seit dem 28. Mai 1993 Mitglied der Vereinten Nationen, beantragte am 21. Oktober 1998 den Beitritt zum Europarat und wurde am 5. Oktober 2004 aufgenommen. Aufgrund seiner Nähe zu Frankreich unterhält Monaco außerdem enge Beziehungen zur Europäischen Union und ist dem Schengener Abkommen angeschlossen. Seit dem 7. Januar 2000 unterhält der Stadtstaat eine Vertretung bei der Europäischen Union in Brüssel.
2008 hat eine Kommission der Europäischen Union zum wiederholten Male das mangelhafte Demokratieverständnis des Fürstentums (insbesondere die schwache Stellung des Parlaments) kritisiert. Der früher geäußerten Kritik an der mangelhaften Bekämpfung der Geldwäsche und der unzureichenden Bankenaufsicht ist die Regierung durch eine Vielzahl seit 2008 eingeleiteter Maßnahmen begegnet. So wurden neben einer Verschärfung der Gesetze mit einer Vielzahl von Staaten, darunter im Jahr 2011 mit Deutschland, Abkommen zum Informationsaustausch getroffen. Monaco ist Mitglied des globalen Forums für Transparenz und Informationsaustausch bei der Organisation für wirtschaftliche Zusammenarbeit und Entwicklung (OECD). Heute wird die Kooperationsbereitschaft Monacos im Kampf gegen die Geldwäsche explizit gelobt.

#### Städtepartnerschaften
Monaco unterhält drei Städtepartnerschaften:
- Ostende (Provinz Westflandern), Belgien, seit 1958
- Lucciana (Département Haute-Corse), Frankreich, seit 2009
- Dolceacqua (Ligurien), Italien, seit 2021

### Sicherheitspolitik

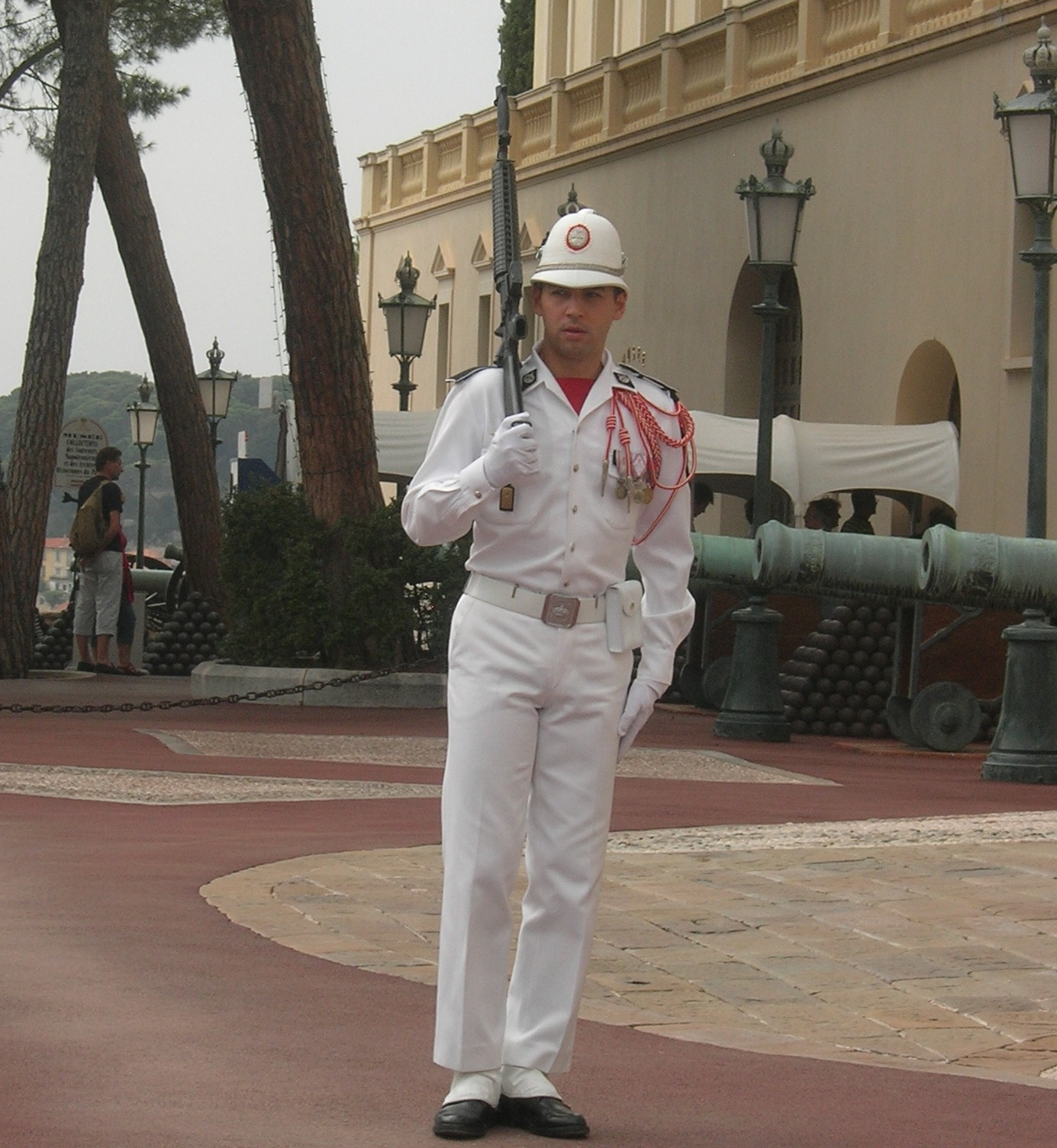
Soldat des monegassischen Militärs

Die öffentliche Sicherheit wird durch eine 517 Personen starke Polizeieinheit gewährleistet. Auf 38.100 Einwohner bezogen hat Monaco mit 517 Polizisten die weltweit höchste Pro-Kopf-Polizeipräsenz und statistisch kommt ein Polizist auf 74 Einwohner. Die Polizei ist unterteilt in eine Kriminalpolizei, die mit Interpol zusammenarbeitet, eine Stadtpolizei, eine Verwaltungseinheit sowie eine See- und Lufteinheit.
Da seit 1889 das Militär abgeschafft wurde, wird Monacos äußere Verteidigung größtenteils durch Frankreich übernommen, gleichwohl unterhält das Fürstentum eine kleine Militäreinheit, das Corps des Sapeurs-Pompiers. Diese 135 Soldaten (10 Offiziere, 26 Unteroffiziere, 99 Mannschaftsdienstgrade) umfassende und damit drittkleinste Streitkraft der Welt ist hauptsächlich als Feuerwehr tätig und darüber hinaus für den Zivilschutz zuständig.
Es existiert außerdem die 116 Mann (3 Offiziere, 15 Unteroffiziere, 98 Carabiniers) starke, paramilitärische Compagnie des Carabiniers du Prince. Als Gendarmerie ist sie ebenfalls dem Militär zugeordnet und stellt den Personenschutz für den Fürsten sowie die Ehrenwache am Palast. Sie nimmt außerdem protokollarische Aufgaben bei besonderen Gelegenheiten und Staatsempfängen wahr. Zur Kompanie gehören die Fanfare de la Compagnie des Carabiniers du Prince (26 Musiker unter dem Kommando eines Maréchal des logis) sowie eine Motorradstaffel und eine Tauchereinheit. Militär und Polizei sind dem Innenministerium unterstellt; ihre Tradition reicht zurück bis in das Jahr 1817.
Monacos Regierung versucht unter anderem durch Videoüberwachung für öffentliche Sicherheit und Sauberkeit zu sorgen. Es existieren rund 60 öffentliche Sicherheitskameras in allen Teilen des Fürstentums, die mit der Polizeizentrale verbunden sind; hinzu kommt eine deutlich höhere Anzahl privat installierter Überwachungskameras sowie etwa 500 private Sicherheitsmitarbeiter. Unter anderem deshalb wird dem Fürstentum häufig vorgeworfen, es sei ein Überwachungsstaat. In Monaco herrscht dafür die weltweit niedrigste Kriminalitätsrate.

### Steuer- und Geldpolitik
In Monaco gibt es seit 1869 keine direkte Steuerpflicht für Privatpersonen. Der große Anteil vermögender Einwanderer hat das Fürstentum zu einem Symbol für Luxus und Reichtum werden lassen. Der Großteil der Einnahmen wird über Unternehmensbesteuerung (u. a. Ertragsteuer), Gebühren (z. B. Stempelsteuer, Registrierungsgebühren, oder Abgaben auf alkoholische Getränke und Versicherungsverträge) und Zölle erwirtschaftet.
Monaco hat weder eine eigene Währung noch eine Zentralbank. Es bestand eine Art Währungsunion mit Frankreich, in der die monegassischen Banken den gleichen Regeln wie die französischen unterworfen waren. Im Dezember 2001 schloss Monaco mit Frankreich ein Abkommen zur Einführung des Euro. Die monegassischen Euromünzen werden vom Kontingent Frankreichs abgeleitet, das die Europäische Zentralbank festlegt.
Monaco gehört gemäß Art. 4 Abs. 2 des Unionszollkodex zum Zollgebiet der Europäischen Union, da ein Zollabkommen mit Frankreich besteht.
Am 28. Januar 2016 legte die Europäische Kommission ein Maßnahmenpaket „zur Bekämpfung von Steuerflucht“ vor, in dem unter anderem Monaco auf der „schwarzen Liste“ der Steueroasen stand. Erstmals 1962 hatten Charles de Gaulle und Rainier III. sich auf die Ausnahme von Franzosen aus der Steuerbefreiung geeinigt.
Im Jahr 2025 stufte die Europäische Union Monaco als Hochrisikoland für Geldwäsche ein. Zuvor war Monaco bereits von der Financial Action Task Force on Money Laundering entsprechend eingestuft worden.

### Medienpolitik
Die Pressefreiheit im Fürstentum Monaco ist vorhanden. Andererseits ist eine kritische Berichterstattung über die fürstliche Familie nicht erwünscht und findet in der lokalen Presse begrenzt statt. Gewerbliche Film- und Fotoaufnahmen bedürfen der vorherigen Genehmigung durch das Innenministerium.

## Wirtschaft

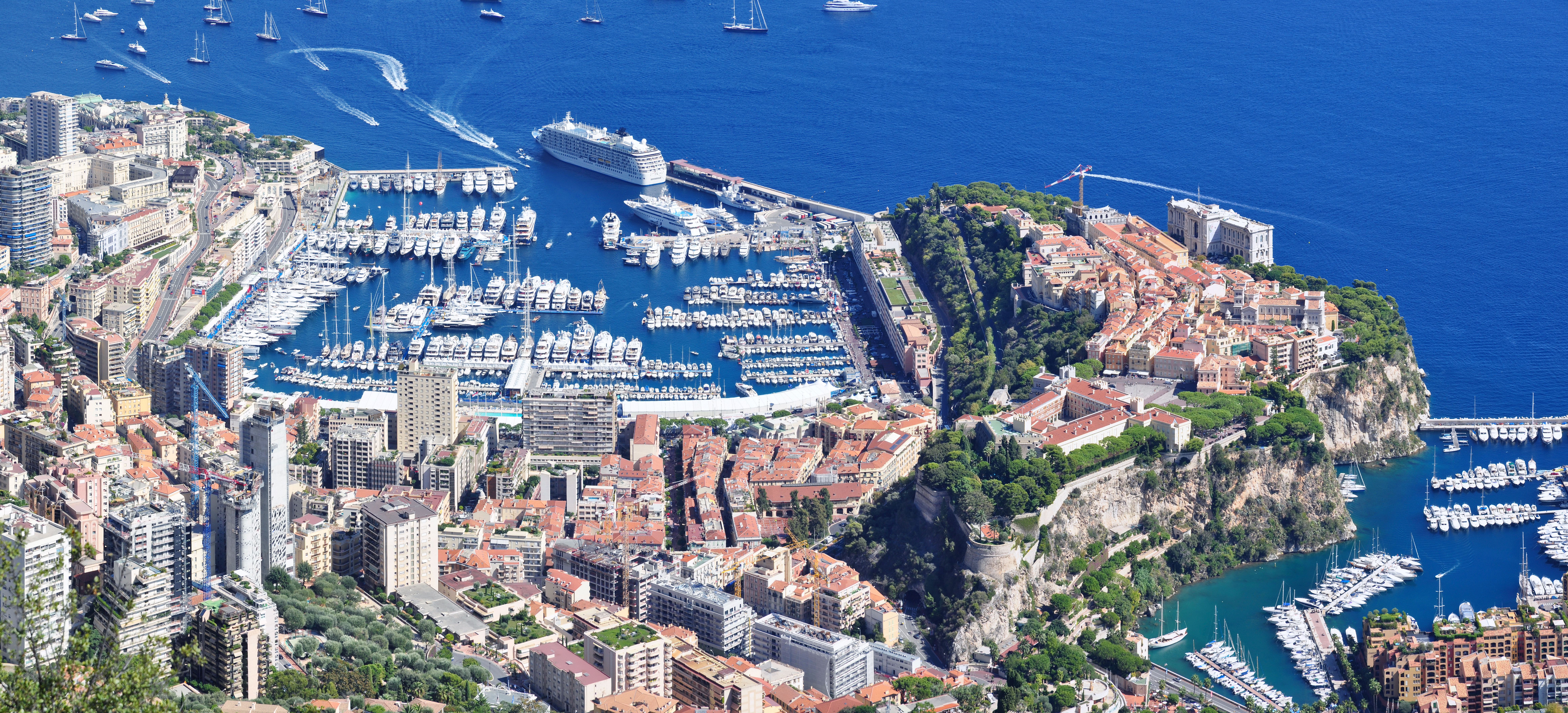
Blick auf den Hafen und Felsen von Monaco

Zu Beginn des wirtschaftlichen Aufschwungs stand das Glücksspiel, das wiederum den Tourismus gesteigert hat. Ab der zweiten Hälfte des 20. Jahrhunderts steht die Finanzwirtschaft im Vordergrund.
2019 zählte Monaco 57.867 Arbeitsplätze. Davon waren 4.776 Mitarbeiter im öffentlichen Dienst und 53.091 in der Privatwirtschaft beschäftigt. Somit stehen 57.867 Beschäftigte einer Einwohnerzahl von 38.100 gegenüber. Die 53.091 Arbeitsplätze im privaten Sektor verteilten sich 2019 wie folgt: primären Wirtschaftssektor (Urproduktion) 134 Mitarbeiter (0,3 Prozent), im sekundären Sektor (Industrie) 7.193 (13,5 Prozent) und im tertiären Sektor (Dienstleistung) 45.764 Mitarbeiter (86,2 Prozent). Täglich pendeln rund 40.000 Menschen zur Arbeit nach Monaco.
Ein Drittel der Bevölkerung sind Millionäre. 2017 war Monaco damit die Stadt mit der weltweit höchsten Dichte an Millionären. Im März 2018 lebten in Monaco zudem vier Milliardäre.
2018 betrug das Bruttoinlandsprodukt 6,087 Milliarden Euro und pro Arbeitnehmer 108.112 Euro. Damit ist es hinter Katar das zweitreichste Land der Welt. Die Immobilienpreise sind hingegen sehr hoch. Im Jahr 2018 betrug der durchschnittliche Kaufpreis 53.000 Euro pro Quadratmeter, bei einigen Luxusobjekten 100.000 Euro pro Quadratmeter.

### Primärer Sektor
Allgemein gilt, dass aufgrund der Bevölkerungsdichte Landwirtschaft im klassischen Sinne praktisch nicht mehr stattfinden kann. Allenfalls die Nutzung von bepflanzten Flächen (in der Regel Hausdächer) von oft nicht mehr als 1400 Quadratmetern Größe kann als Landwirtschaft verstanden werden.

### Sekundärer Sektor – Bauwirtschaft

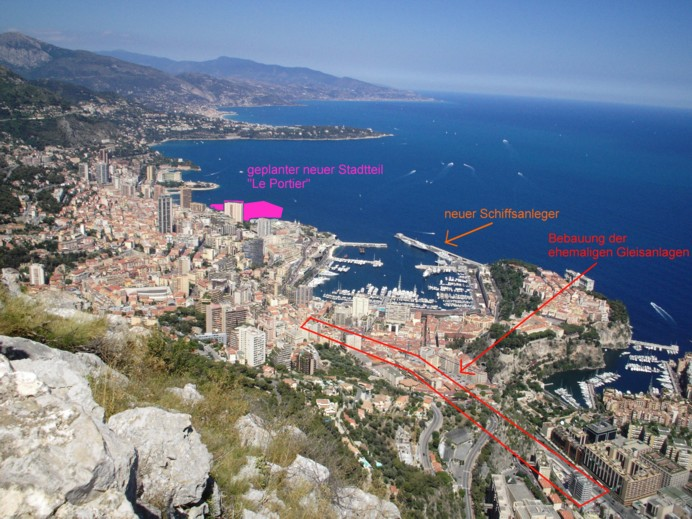
Übersicht aus dem Jahr 2006 über die damals geplanten Bauprojekte

Monaco wird auch „Manhattan am Mittelmeer“ genannt. Dies verweist auf die stetige Bautätigkeit (Hochhäuser). Bereits in den 1970er-Jahren wurde der neue Stadtteil Fontvieille durch Aufschüttung dem Meer abgetrotzt. Ein weiterer Stadtbezirk namens Le Portier mit sechs Hektar wurde am 4. Dezember 2024 feierlich eröffnet und entstand auf künstlichem Grund.
Anfang des Jahrtausends wurde dem Hafen La Condamine ein schwimmender Pier aus Beton von 352 Metern Länge, 28 Metern Breite und einem Gewicht von 160.000 Tonnen einschließlich eines kleineren Gegenstücks auf der anderen Hafenseite vorgelagert, der in Spanien gebaut und über das Meer nach Monaco transportiert wurde. Dieser Pier dient hauptsächlich als Wellenbrecher für den Hafen sowie als Anlegesteg, unter anderem für die neue Generation großer Kreuzfahrtschiffe; in seinem Inneren bietet er Stellplätze für 360 Personenkraftwagen sowie 25.000 Kubikmeter Lagerräume.
Auffallend ist eine in Monaco permanent festzustellende und teils zu öffentlichen Beeinträchtigungen führende Bautätigkeit an vielen Stellen des Fürstentums. Dies ist in der sehr geringen Landesfläche von 2,084 Quadratkilometern begründet. Aufgrund dieses Platzmangels ist das Fürstentum darauf bedacht, jede Freifläche des Territoriums so effizient wie möglich auszunutzen und zu bebauen. So werden beispielsweise seit der unterirdischen Verlegung der Eisenbahnstrecke die freigewordenen Gleisflächen mit Hochhäusern bebaut.
Der Immobilienmarkt und das Baugewerbe sowie viele Bereiche des öffentlichen Lebens (Fußballclub etc.) werden durch das Imperium der Familie Pastor (rund um das Unternehmen J.B. Pastor & Fils) beherrscht. Monaco gilt hinsichtlich des Wohneigentums als teuerster Ort weltweit. So kostete im vierten Quartal 2010 ein Quadratmeter durchschnittlich rund 46.200 Euro und eine Einzimmerwohnung mit 30 Quadratmetern rund 1,5 Millionen Euro. Bei Penthäusern in Monte-Carlo kostet ein Quadratmeter mehr als 100.000 Euro. Mit einem Preis von etwas über 90.000 Euro pro Quadratmeter lag das 2014 im Bau befindliche und zu dem Zeitpunkt teuerste Penthausapartment der Welt im landesweiten Durchschnitt. Es sollte mit 3300 Quadratmetern, verteilt auf fünf Etagen, über 300 Millionen Euro kosten und ist Teil des Wohnhauskomplexes Tour Odéon.

### Tertiärer Sektor

#### Öffentlicher Dienst
Im Jahre 2019 hatten im öffentlichen Sektor 4.776 Mitarbeiter eine Arbeitsstelle. Dabei verteilte sich der Großteil der Mitarbeiter auf die Regierungsverwaltung und das Innenministerium. Zum öffentlichen Dienst zählen folgende Behörden und Amtsträger:
- Palast
- Sekretariate der Kommissionen, Versammlungen und oberste Verwaltungsbehörden
- Regierungsverwaltung
- Staatsministerium
- Innenministerium
- Ministerium für Finanzen und Wirtschaft
- Ministerium für Soziales und Gesundheit
- Ministerium für Arbeit, Umwelt und Stadtplanung
- Ministerium für auswärtige Beziehungen und Zusammenarbeit
- Ministerium für Justiz
- Kommune (Stadt)
- Beamte

#### Finanzwirtschaft
Heute stehen Finanzdienstleistungen im Vordergrund der monegassischen Wirtschaft: Im Jahr 2019 waren 30 Kreditinstitute registriert und verwalteten ein Vermögen von rund 133,8 Milliarden Euro. In einer Rangliste der wichtigsten Finanzzentren weltweit belegte Monaco den 54. Platz (Stand: 2018).
Das Land veröffentlicht Quartalszahlen wie ein Wirtschaftsunternehmen.

#### Tourismus

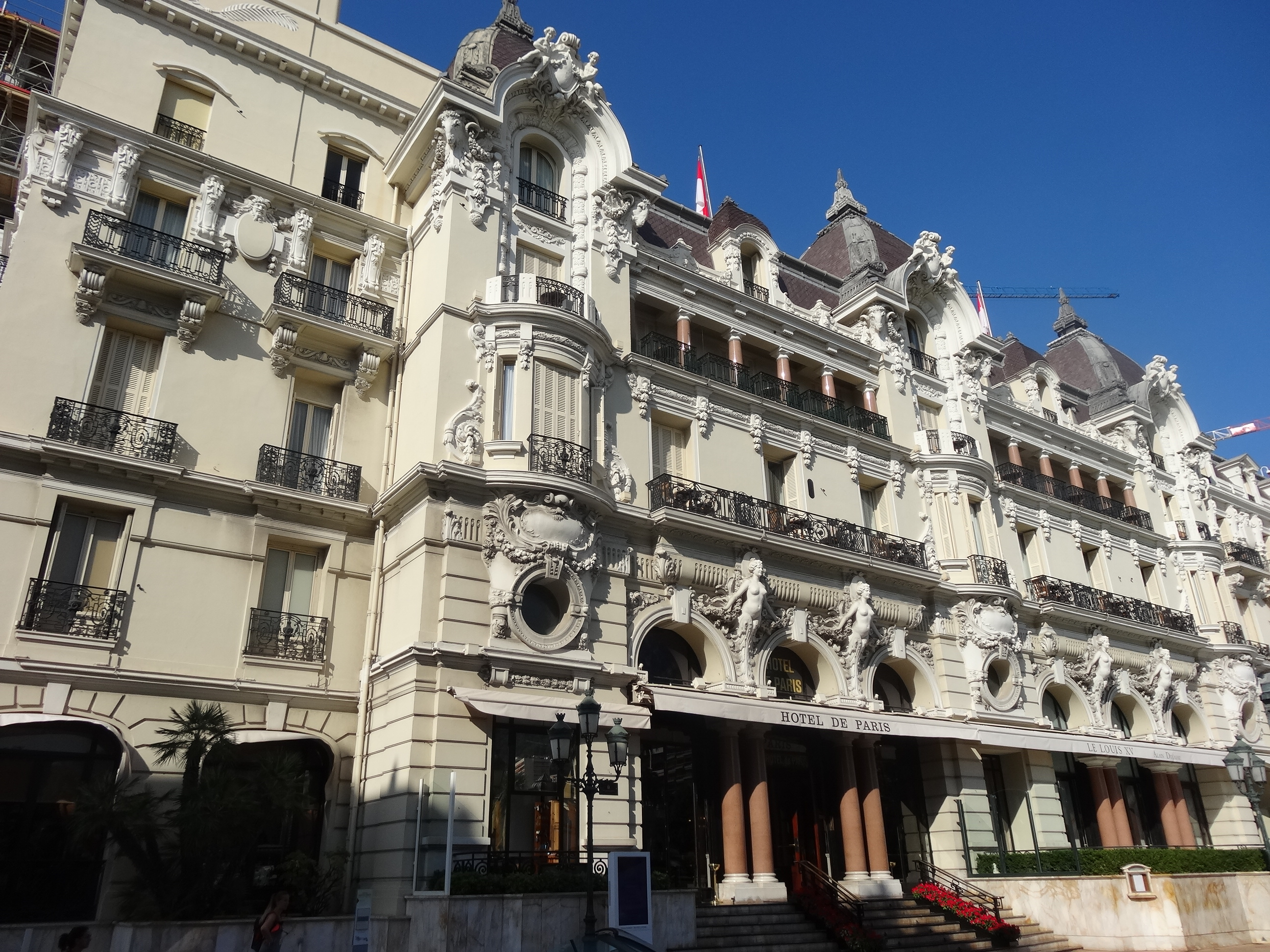
Das Hôtel de Paris

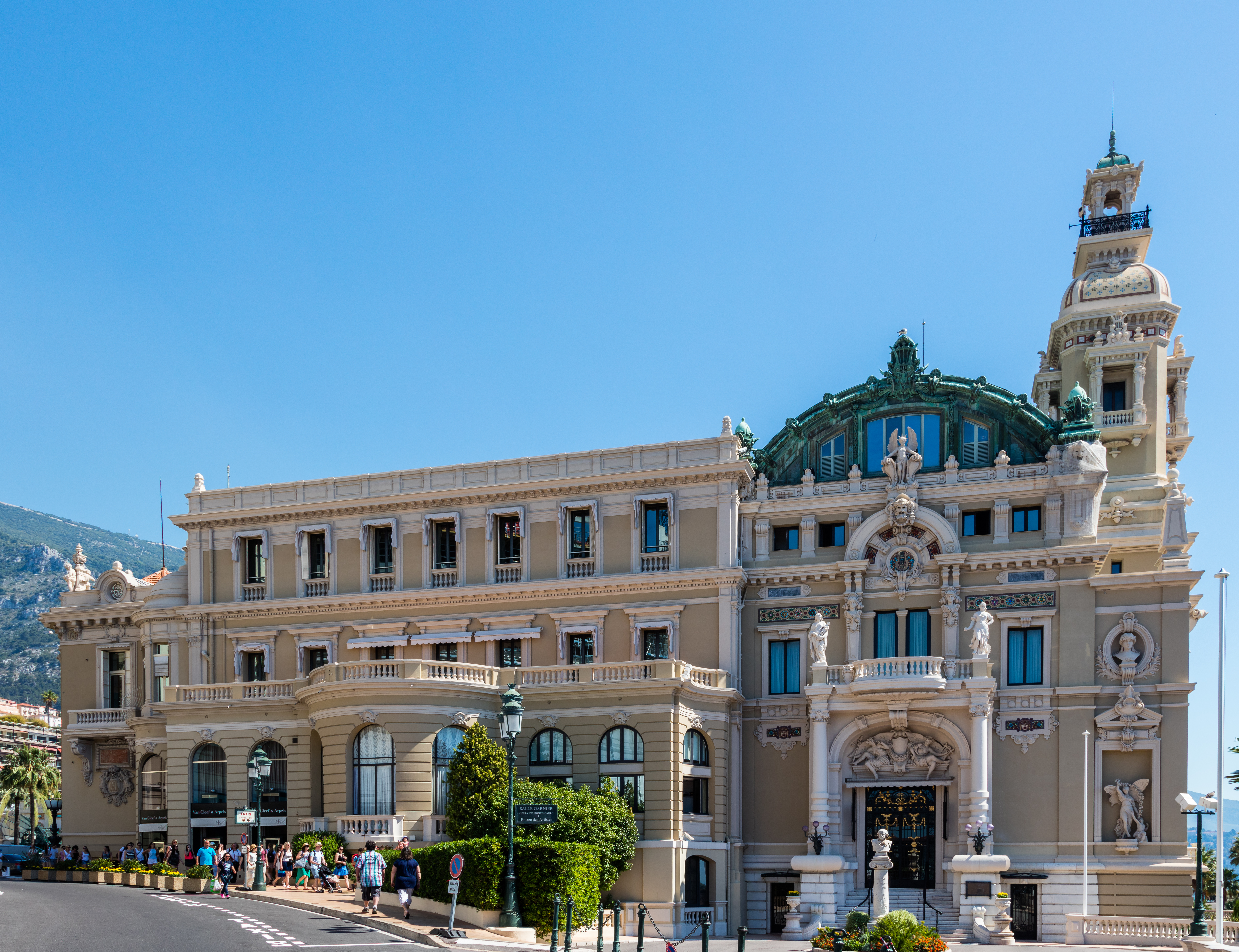
Das Opéra de Monte Carlo, der Eingang zum Opernhaus

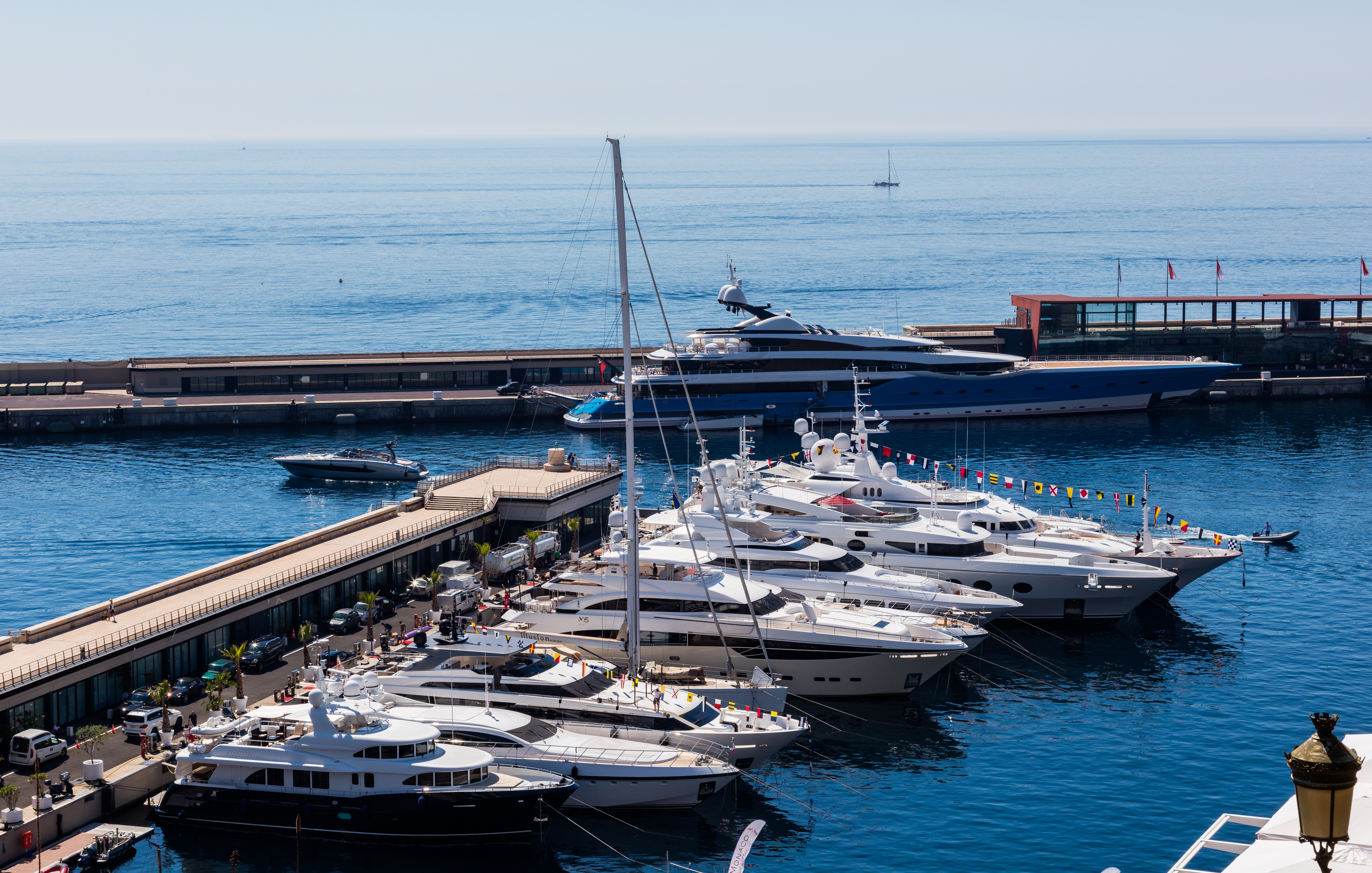
Ein Teil des Port Hercule

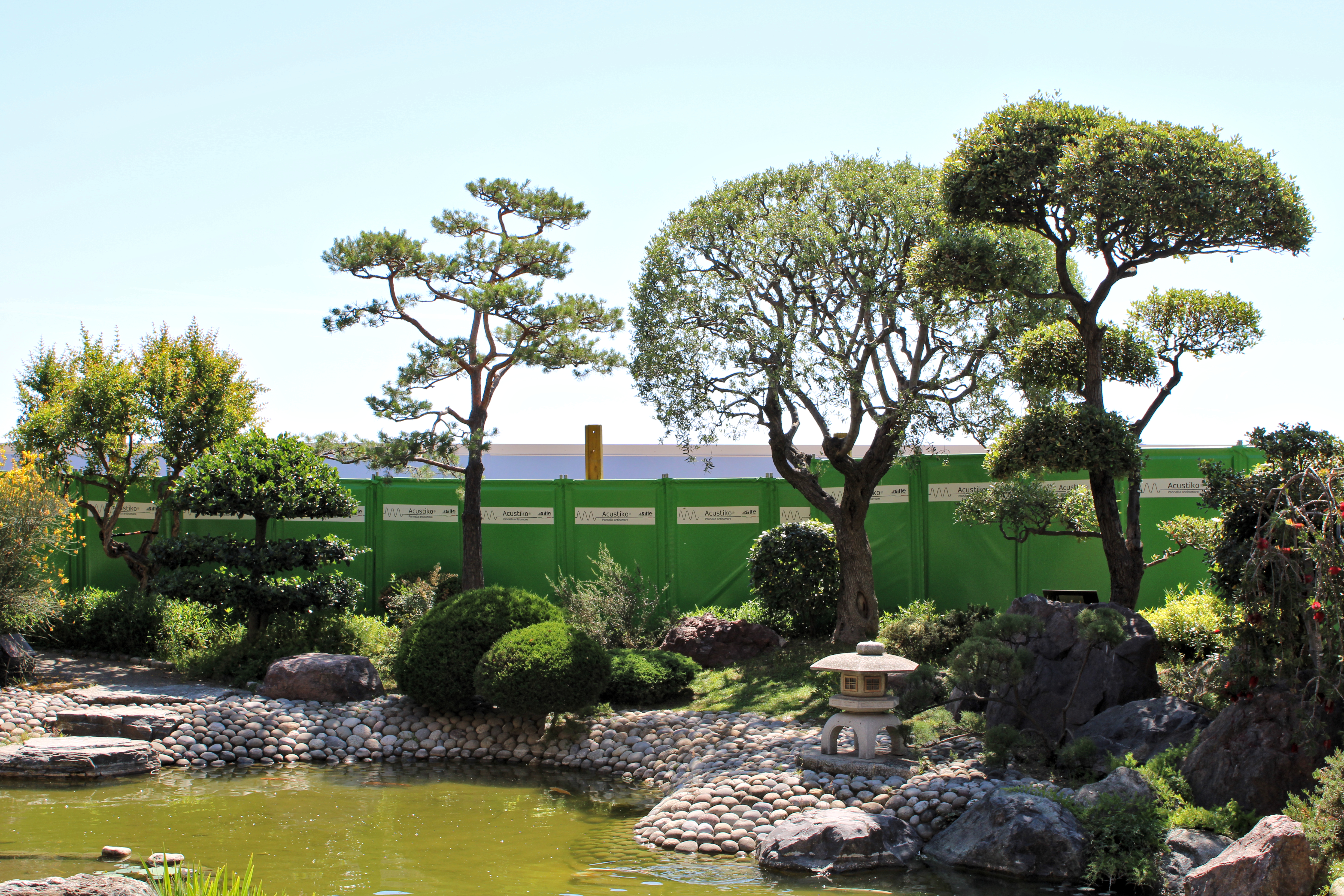
Japanischer Garten an der Avenue Princesse Grace

Die Zahl der Touristen lag im Jahr 2010 bei etwa 265.000.
Im Jahre 2019 zählte das Fürstentum zwölf Hotels, davon vier 2- bis 3-Sterne-Hotels, vier 4-Sterne- und vier 5-Sterne-Hotels. Zusammen offerierten sie 5528 Betten in 2469 Zimmern. 2019 bezifferte sich der Belegungsgrad der Hotels im Durchschnitt auf 65,9 Prozent (die höchste Quote wurde im August mit 84,2 und die niedrigste im Dezember mit 41,7 Prozent verzeichnet). Im selben Jahr wurden 377.493 Ankünfte, 930.481 Nächtigungen und durchschnittlich 2,5 Aufenthaltstage in Hotels registriert.

##### Fern-/Weitwanderwege
Monaco zählt zu den Alpenstaaten, hat die Alpenkonvention unterzeichnet und einen eigenen Alpenverein, den Club Alpin Monégasque (CAM).
Der neu geschaffene Fernwanderweg Via Alpina, auf dem man alle acht Alpenstaaten von Monaco bis Triest durchwandern kann, wurde am 21. Juni 2002 mit einer Wanderung von der Place du Palais nach La Turbie eröffnet.

##### Internationales Zirkusfestival von Monte-Carlo
Anfang jeden Jahres findet das Internationale Zirkusfestival von Monte-Carlo statt. Unter der Schirmherrschaft des Fürsten Albert streiten die besten Zirkusartisten der Welt um den „Oscar der Zirkuswelt“, den Goldenen Clown. In diesen Tagen verwandelt sich Monaco in einen riesigen Zirkus mit Clowns, Artisten und vielen verschiedenen Tieren, die im großen Zirkuszelt auftreten und die Straßen und Plätze des Fürstentums mit Leben füllen, was einen Kontrast zum sonst eher elitären Leben in Monaco darstellt.

##### Touristenziele
Die Place du Casino (von den Einheimischen liebevoll Camembert genannt) stellt in mehrfacher Hinsicht eines der touristischen Zentren Monacos dar. Erstens wegen seiner sehr zentralen Lage mitten im Fürstentum. Zweitens befinden sich dort das bekannte Hôtel de Paris sowie das berühmte Casino von Monte-Carlo und direkt daneben die prunkvolle Oper, wobei alle genannten Einrichtungen durch ihre historische Architektur beeindrucken. Drittens ist der Casino-Platz mit seinem Rondell die erste Anlaufstelle für Touristen, die auf Kreuzfahrt das Fürstentum besuchen, da die Schiffe direkt unterhalb des Casinos anlegen. In den Sommermonaten ist die Place du Casino speziell an Freitag- und Samstagabenden ein Treffpunkt für Monaco-Touristen aus aller Welt.
Als zweiter zentraler Touristenmagnet in Monaco gilt die Altstadt Monaco-Ville, die als Rocher (französisch für Felsen) bezeichnet wird. Sie ist auf dem sogenannten Fürstenfelsen gelegen, auf dem sich der Fürstenpalast, die politische und private Residenz der Fürstenfamilie, befindet. Die Altstadt Monacos ist, wie für das Fürstentum typisch, sehr eng bebaut; in den engen Gassen der Altstadt befinden sich zahlreiche Gaststätten und Souvenirläden. Speziell in der Hochsaison ist die Altstadt sehr stark von Monaco-Touristen bevölkert und mitunter schon als von Touristen überlaufen zu bezeichnen.
Der exotische Freiluftgarten Monacos – Jardin Exotique – bietet Pflanzenkundlern eine sehr große Anzahl der verschiedensten Pflanzen- und Baumarten zur Besichtigung. Der Exotische Garten zeichnet sich zudem durch seine Lage aus. Er befindet sich an der Staatsgrenze zu Frankreich in Richtung Nizza in großer Höhe, von der ein Panoramablick über das Fürstentum geboten wird.
Das Ozeanographische Museum befindet sich auf dem Felsen von Monaco in Monaco-Ville und bietet Besuchern eine Fülle von meereskundlichen Exponaten, darunter seltene lebende Meerestiere in Aquarien. Es beherbergt etwa 4000 Fischarten sowie Arten von 200 Familien Wirbelloser. Die prunkvolle Architektur des Museums weist auf seine Gründung 1910 durch Albert I hin. Der Gründer betätigte sich selbst als Ozeanologe, Walforscher und Teuthologe. Er war an dem damals als sensationell empfundenen Fund eines Lepidoteuthis grimaldii (ein geschuppter Tiefseetintenfisch) beteiligt, welcher nach seiner Familie Grimaldi benannt wurde. Das rasch danach erbaute Museum sollte diesen Fund gebührend präsentieren. Die Lage direkt 85 Meter oberhalb des Meeres auf einer Felsenklippe ist ebenfalls eindrucksvoll.
Die Jachthäfen Monacos sind regelmäßig beliebte Touristenziele, an denen große Privatjachten von vermögenden Eignern vor Anker liegen. Der größte Hafen, Port Hercule, befindet sich in La Condamine, entlang jener öffentlicher Straßen, die für den alljährlichen Formel-1-Grand-Prix genutzt werden. Weitere Jachthäfen finden sich direkt unterhalb des Fürstenfelsens in Fontvieille und auf der gegenüberliegenden Seite von Fontvieille in Richtung Cap-d’Ail (Frankreich).
In Larvotto befindet sich der öffentliche Strand Monacos, der vor allem in den warmen Sommermonaten ein sehr beliebtes Ausflugsziel für Einheimische und Touristen ist. Der dortige Sand ist indessen grobkörnig und nicht mit feinen, weißen Sandstränden an anderen Mittelmeerorten zu vergleichen, und im Wasser stellen mitunter Quallen eine Störung des Badebetriebes dar. Ein weiterer vergleichsweise großer und im Sommer recht bevölkerter öffentlicher Badestrand befindet sich unmittelbar hinter Fontvieille, zu Cap-d’Ail hin und auf französischem Staatsgebiet gelegen.
Als Kontrast zu den zahllosen Betonbauten in Monaco wurden mehrere öffentliche Gärten mit teils exotischen Pflanzen, Palmen sowie einheimischen und importierten Vogelarten angelegt. Erwähnenswert sind hier der japanische Garten, der sich südlich des Grimaldi Forums an der Avenue Princesse Grace befindet und durch große Pflanzenpracht, filigrane japanische Hütten- und Brückenbauten und Teiche mit seltenen Koi-Karpfen gefällt. Weitere Gärten findet man in Fontvieille und im Bereich zwischen Ozeanographischem Museum und Fürstenpalast.

#### Informations- und Telekommunikationswirtschaft
Das System des französischen Code Postal (Postleitzahl) wird in Monaco verwendet, sodass das gesamte Fürstentum die Postleitzahl 98000 für die reguläre postalische Zustellung hat. Postfächer und CEDEX nutzen Postleitzahlen im Bereich 980XX. Alle anderen mit 98 beginnenden Postleitzahlen beziehen sich auf die französischen Überseegebiete.
Monaco erhielt am 21. Juni 1996 von der Internationalen Fernmeldeunion (ITU) die Vorwahl +377 zugewiesen.
Bis dahin gehörte das Fürstentum zum französischen Vorwahlschema, deren Festnetznummern mit 93 (bzw. aus dem Ausland mit +33 93) begannen.
Als Besonderheit wird diese Vorwahl auch von Mobilfunkanbietern in anderen Staaten verwendet. Über 1,2 Millionen Mobilfunkanschlüsse des Anbieters PTK Vala in der Republik Kosovo nutzen den Rufnummernbereich +377 4. Dieser gehört zu Monaco Telecom, die auch dort das Netz betreibt.
Darüber hinaus auch von Lonestar Cell in der Republik Liberia.

#### Medienwirtschaft
Aufgrund der geringen Einwohnerzahl Monacos existiert keine vielfältige Medienlandschaft.
RMC (Radio Monte Carlo), TVMonaco (Astra 19,2° Ost 11778 MHz vertikal, Symbolrate 29500 QPSK) und TMC Monte Carlo senden rund um die Uhr. Die Anstalten sind von der Regierung unabhängig. Des Weiteren betreibt Monaco einen Staatskanal, welcher wichtige Ereignisse überträgt und Meldungen der Behörden in Verkehr bringt. Monaco Info sendet seit 1995 mehrere Stunden wöchentlich.
Die Tageszeitung für Monaco titelt mit Monaco-Matin. Wöchentlich erscheint die Monaco Hebdo, dagegen handelt es sich bei L’Observateur de Monaco um ein Monatsmagazin. Für die deutschsprachige Minderheit erscheint einmal im Monat die Monaco Zeitung. Bedeutende ausländische Zeitungen sind erhältlich.

#### Verkehr
Monaco verfügt über ein sehr gut ausgebautes Straßennetz und intakte Straßenbeläge. Aufgrund der kleinen Landesfläche, der verhältnismäßig hohen Einwohnerzahl, der hohen Anzahl an Arbeitsplätzen und des Tourismus ist die Verkehrssituation naturgemäß angespannt, insbesondere zu den Hauptverkehrszeiten. Während der Hauptsaison und Großveranstaltungen sind Verkehrsstaus auf den Straßen häufig die Folge, wie auf vielen Straßen an der Côte d’Azur. Demgegenüber verfügt Monaco über eine große Anzahl öffentlicher Parkhäuser, die fast durchweg unterirdisch in die Felsen gebaut wurden.
Im Fürstentum verkehren tagsüber sieben und nachts zwei Buslinien, die von der Compagnie des Autobus de Monaco (CAM) betrieben werden und alle Stadtbezirke Monacos bedienen. Beim Kauf im Bus kostet eine Einzelfahrkarte zwei Euro und beinhaltet das Busboot zur Überquerung des Port Hercule zwischen dem Quai des États-Unis und dem Quai Antoine 1er. Die fürstliche Verwaltung Monacos hat erklärtermaßen das Ziel, durch günstige Fahrpreise für Einheimische mehr Fahrgäste für die öffentlichen Verkehrsmittel zu gewinnen. Eine 24 Stunden gültige Tageskarte ist für 5,50 Euro (Stand: Juni 2022) an Automaten, Verkaufsstellen und im Internet zu erstehen und umfasst die unbegrenzte Nutzung des Busnetzes bis Betriebsschluss des Verkaufstages.
| Linie      | Verlauf                                     |
| ---------- | ------------------------------------------- |
| 1          | Monaco-Ville (le Rocher) ↔ Saint-Roman      |
| 2          | Monaco-Ville (le Rocher) ↔ Jardin Exotique  |
| 3          | Fontvieille Centre Commercial ↔ Hector Otto |
| 4          | Fontvieille Centre Commercial ↔ Saint-Roman |
| 5          | Hôpital ↔ Larvotto                          |
| 6          | Fontvieille Centre Commercial ↔ Larvotto    |
| 7          | Place d’Armes ↔ Crovetto                    |
| N1         | Albert II ↔ Place des Moulins               |
| N2         | Monaco-Ville ↔ Rotondes                     |
| Bateau bus | Quai des États-Unis ↔ Quai Antoine 1er      |

Der unterirdische Bahnhof Monaco-Monte-Carlo liegt an der Bahnstrecke Marseille–Ventimiglia (Frankreich–Monaco–Italien), die am Meer verläuft und Orte der Côte d’Azur verbindet. Der Bahnhof wird von der französischen Staatsbahn SNCF betrieben und liegt etwas oberhalb des Hafenbeckens von La Condamine, zu dem Fußgänger durch einen Fußgängertunnel oder über eine im Freien liegende Passage gelangen.
Der nächstgelegene Flughafen ist der circa 18 Kilometer (Luftlinie) entfernte Flughafen Nizza Côte d’Azur, von dem aus Hubschrauberverbindungen zum Héliport de Monaco durchgeführt werden. Die Heli Air Monaco ist die nationale Fluggesellschaft Monacos. Eine weitere Fluggesellschaft ist Monacair. Zudem verkehren regelmäßig private Buslinien zwischen dem Flughafen Nizza und dem Fürstentum. Der Flughafen Marseille Provence befindet sich 177 Kilometer (Luftlinie) entfernt.
Im Fürstentum registrierte Kraftfahrzeuge erhalten ein Kraftfahrzeugkennzeichen mit einer hellblauen Schrift auf weißem Grund.

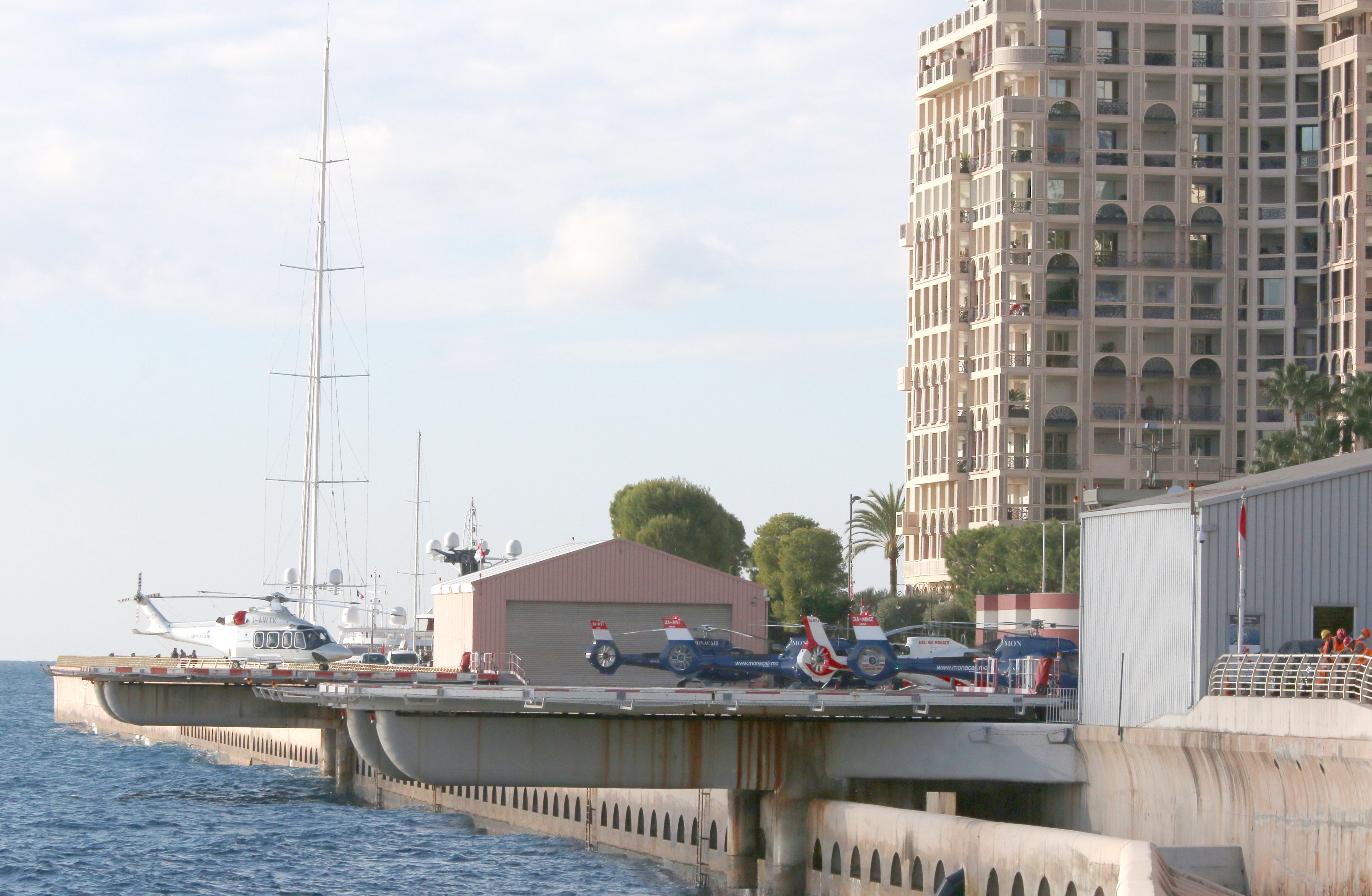
Der Héliport de Monaco
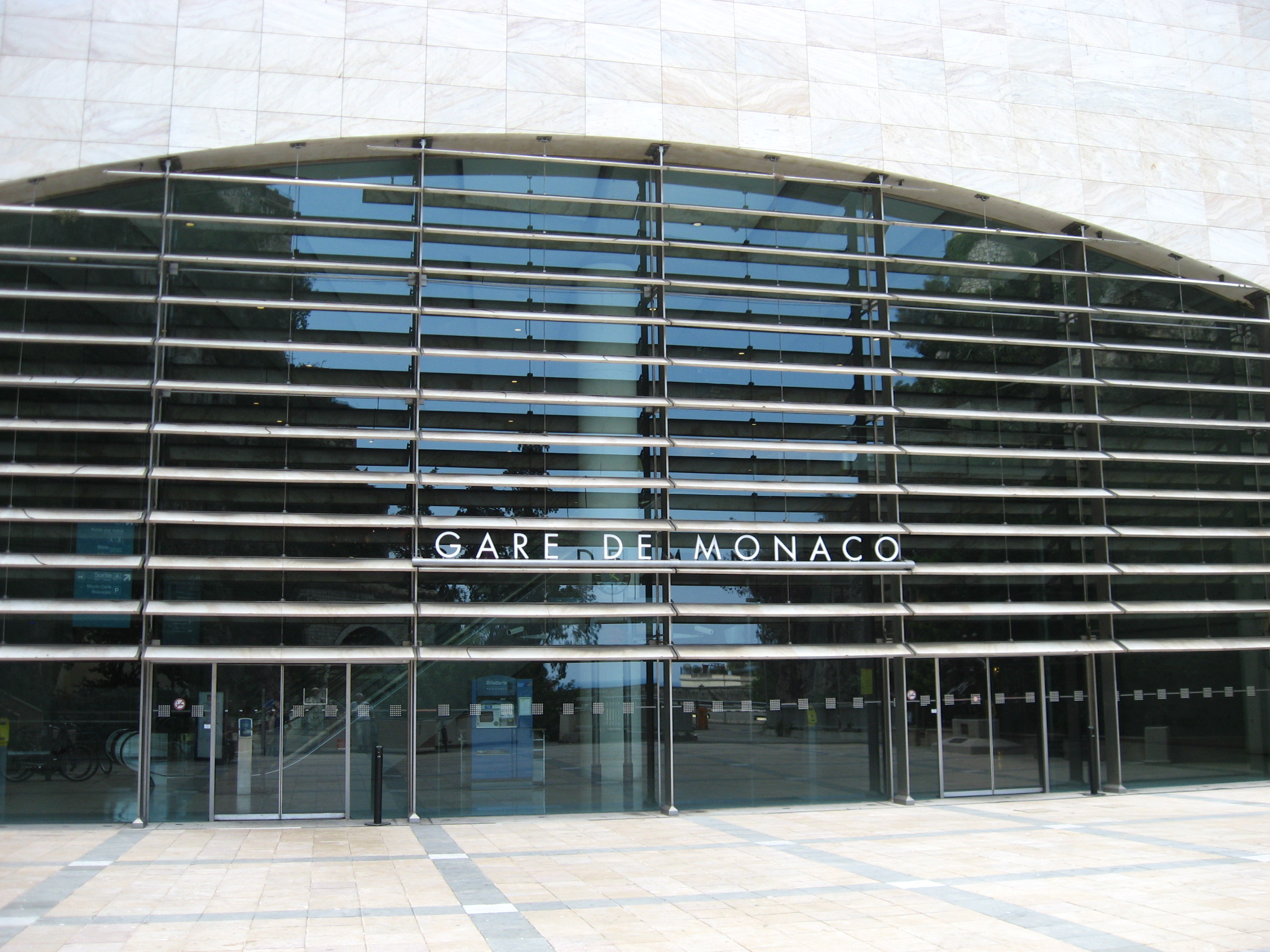
Eingang des Bahnhofsgebäudes Monaco-Monte-Carlo im Stadtbezirk Ravin de Sainte-Dévote
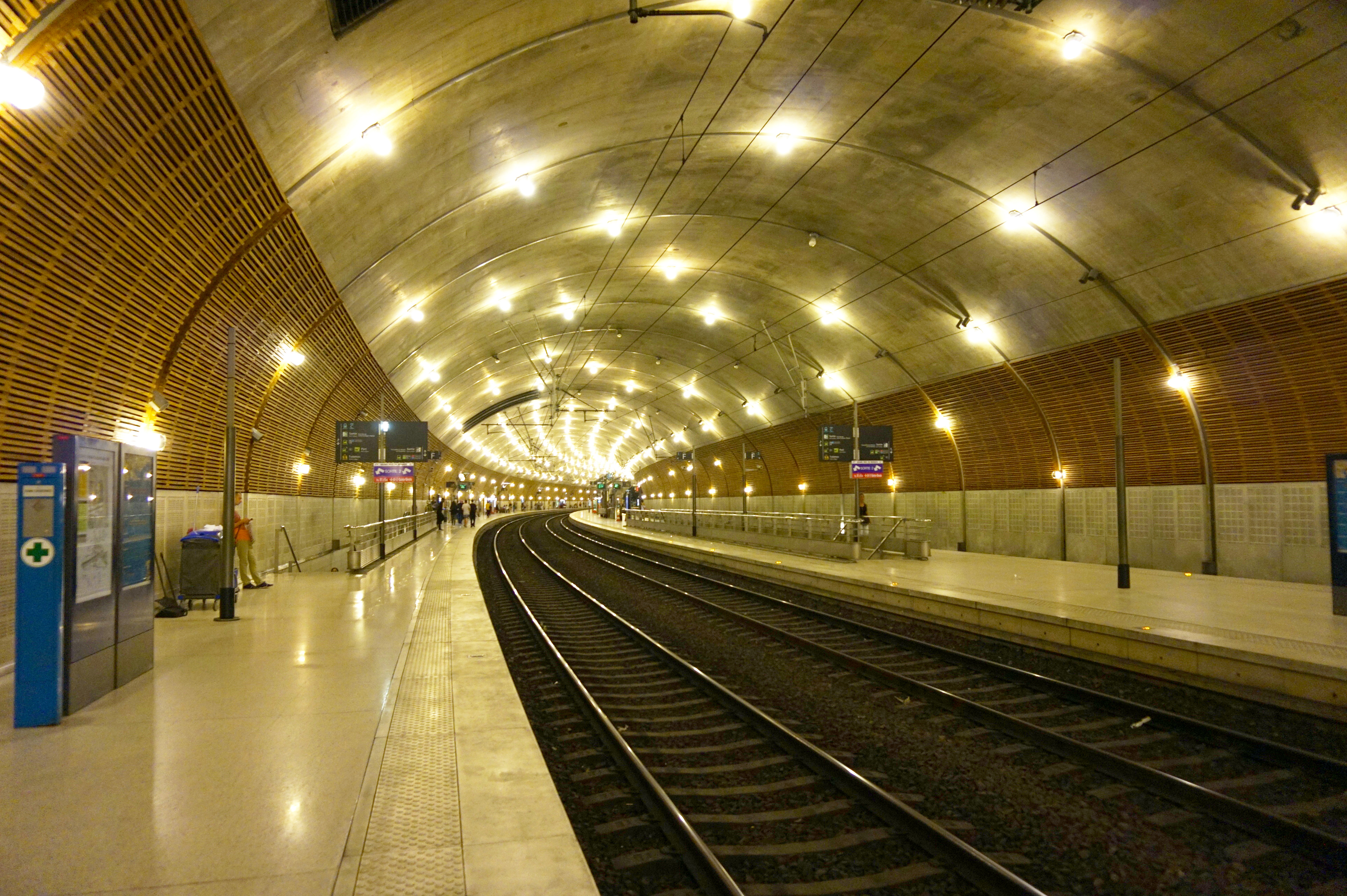
Unterirdischer Bahnhof Monaco-Monte-Carlo
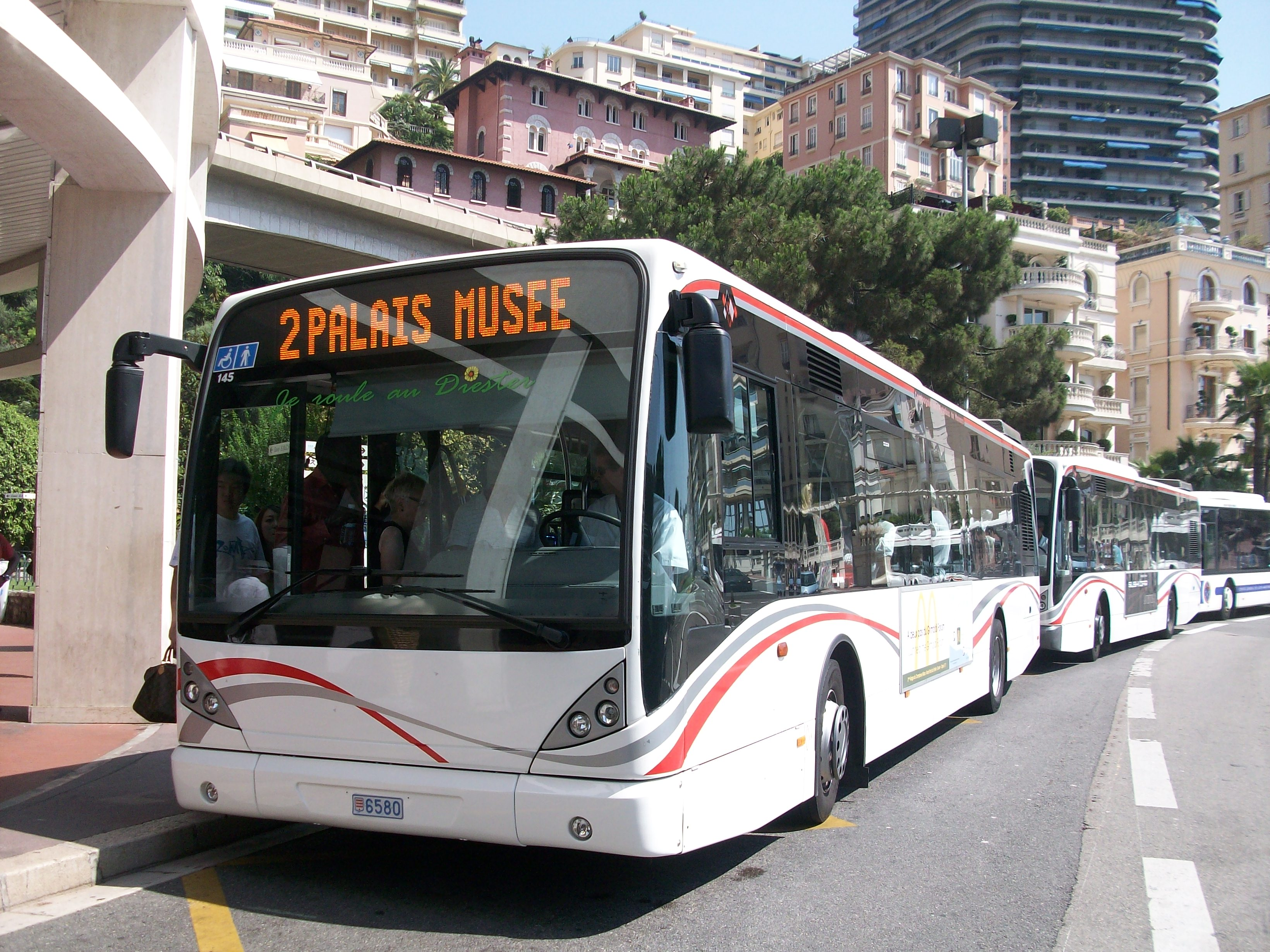
Bus der Compagnie des Autobus de Monaco
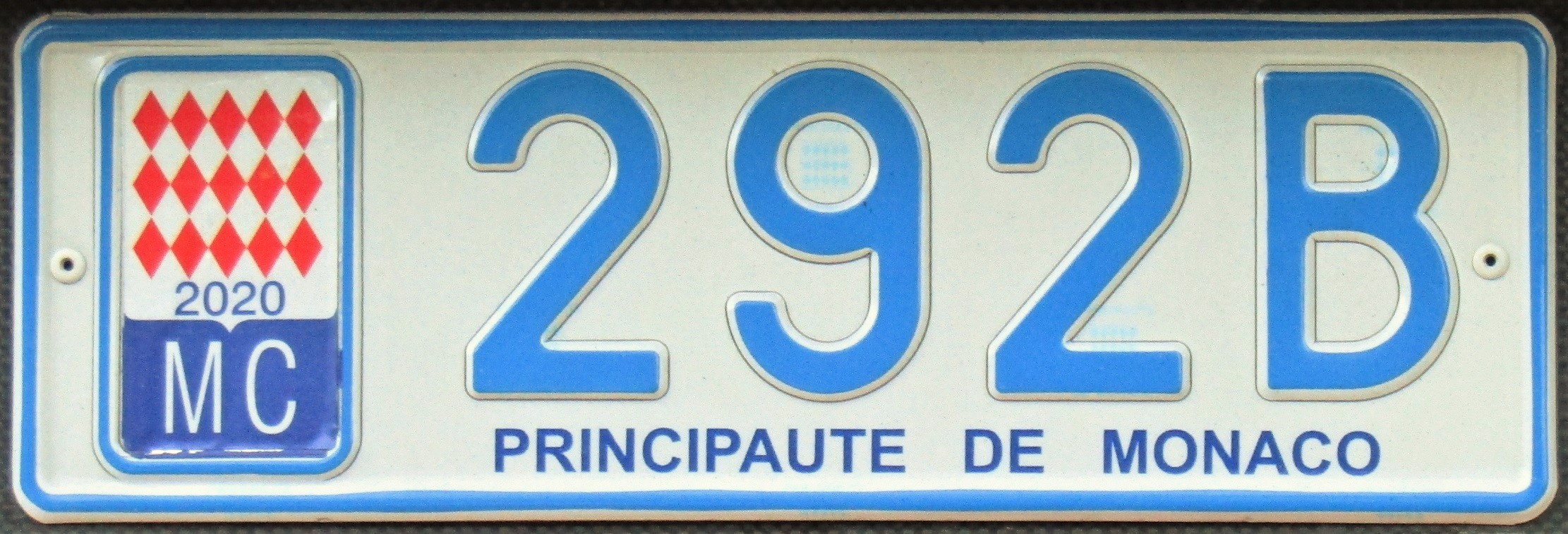
Monegassisches Kraftfahrzeugkennzeichen

## Kultur

### Oper
1879 wurde nach dem Projekt des Architekten Charles Garnier (Erbauer der Pariser Oper) das Gebäude des Saals Garnier – die Opéra de Monaco – gebaut.
In diesem Opernhaus sangen in verschiedenen Jahren Enrico Caruso, Fjodor Schaljapin, Plácido Domingo, Luciano Pavarotti. 1905 wurde hier die Oper Amica von Pietro Mascagni uraufgeführt. Im Jahr 1911 waren hier von Sergei Djagilew die Ballets Russes Djagilews unter der Protektion des Fürsten von Monacos, Pierre, gegründet worden. Hier tanzten Anna Pawlowa, Vaslav Nijinsky, Tamara Platonowna Karsawina, George Balanchine, Sergei Lifar, später Rudolf Nurejew und Mikhail Baryshnikov.

### Museen
- Palais de Monaco[74]

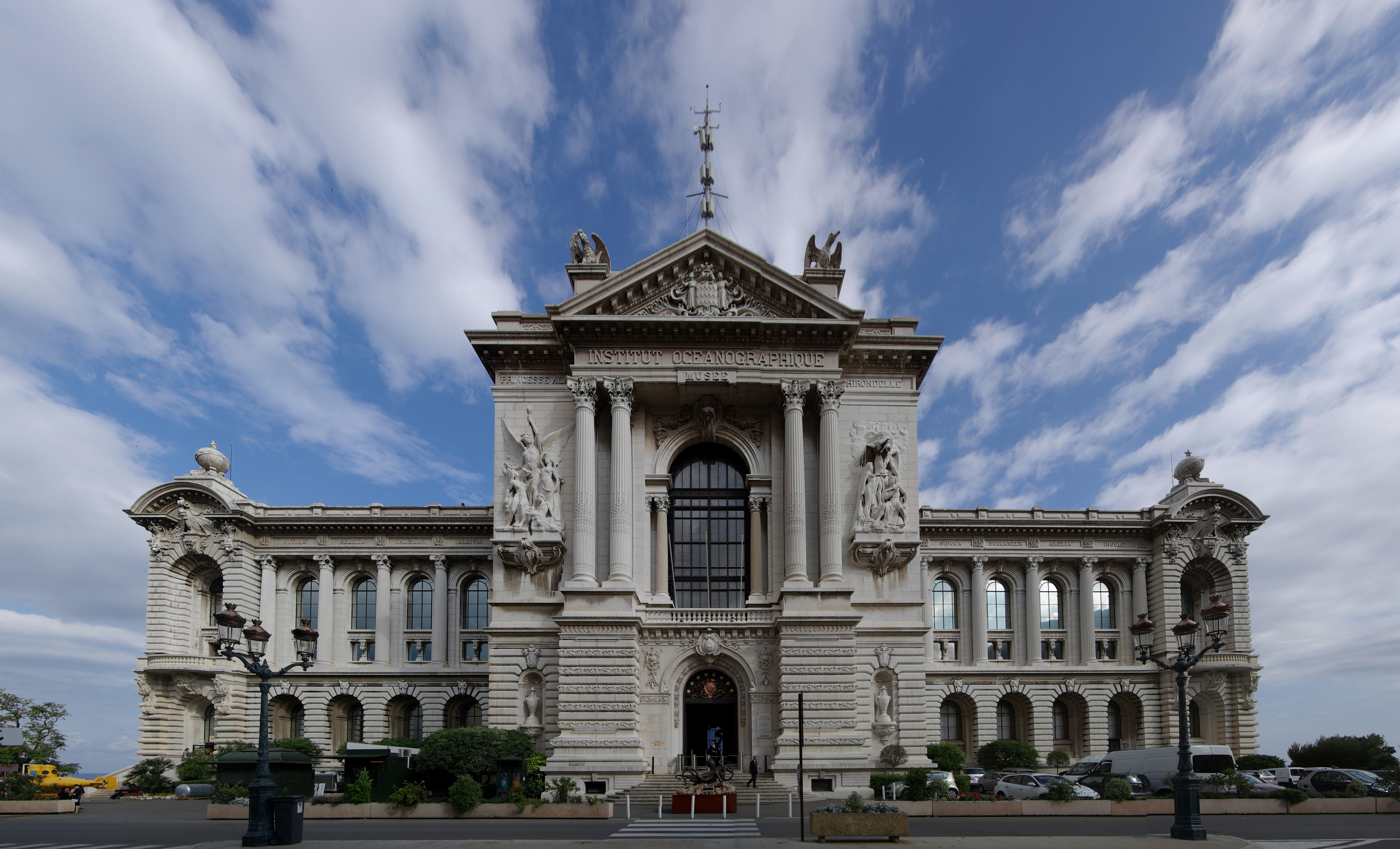
Das Ozeanographische Museum

- Musée et Institut océanographique de Monaco[75]
- Musée de la Chapelle de la Visitation[76]
- Le Musée Naval de Monaco[77]
- Musée du Vieux Monaco[78]
- Musée d’anthropologie préhistorique de Monaco[79]
- Musée des timbres et des monnaies de Monaco[80]
- Musée de l’automobile de Monaco / La Collection de Voitures de S.A.S. le Prince de Monaco[81][82]
- Nouveau Musée National de Monaco[83]
  - La Villa Paloma[84]
  - La Villa Sauber[85]

### Tanzakademie
In Monte-Carlo wurde die Akademie des klassischen Tanzes geschaffen. Sie trägt den Namen der verstorbenen früheren US-amerikanischen Schauspielerin und Fürstin Grace.

### Kulturpreise
Der Fonds des Fürsten Pierre, den Rainier III. zu Ehren seines Vaters gegründet hat, überreicht jährlich den Großen literarischen Preis, den musikalischen Preis des Fürsten Rainier III. und den internationalen Preis auf dem Gebiet der modernen Kunst.

### Feiertage
Das Fürstentum hat zwölf jährliche Feiertage. Ostermontag (französisch le lundi de Pâques), Christi Himmelfahrt (l’Ascension), Pfingstmontag (le lundi de Pentecôte) und Fronleichnam (la Fête Dieu) fallen jährlich auf ein anderes Datum. Sofern Neujahr, der Erste Mai, Mariä Himmelfahrt (l’Assomption), Allerheiligen (la Toussaint), der Nationalfeiertag (la Fête du Prince) oder Weihnachten jeweils auf einen Sonntag fallen, ist der anschließende Montag ein Feiertag.
| Datum        | Name des Feiertags     | Bemerkung |
| ------------ | ---------------------- | --- |
| 1. Januar    | le jour de l’An        | Neujahr |
| 27. Januar   | la Sainte Dévote       | Fest der Heiligen Devota, Schutzpatronin Monacos |
| 5. April     | le lundi de Pâques     | Ostermontag |
| 1. Mai       | le 1er mai             | Erster Mai |
| 13. Mai      | l’Ascension            | Christi Himmelfahrt, donnerstags, 40 Tage nach Ostern |
| 24. Mai      | le lundi de Pentecôte  | Pfingstmontag, 50 Tage nach Ostern |
| 3. Juni      | la Fête Dieu           | Fronleichnam, donnerstags, 60 Tage nach Ostern |
| 15. August   | l’Assomption           | Mariä Himmelfahrt, 2021 vom 15. auf den 16. August verlegt                                                                                                 |
| 1. November  | la Toussaint           | Allerheiligen |
| 19. November | la Fête du Prince      | auch la Fête de S.A.S. le Prince Souverain und la Fête Nationale Monégasque genannt, Nationalfeiertag Monacos am Namenstag von Fürst Rainier III. († 2005) |
| 8. Dezember  | l’Immaculée Conception | Unbefleckte Empfängnis; 9. Dezember, sofern der 8. auf einen Sonntag fällt                                                                                 |
| 25. Dezember | Noël                   | Weihnachten |

### Sport

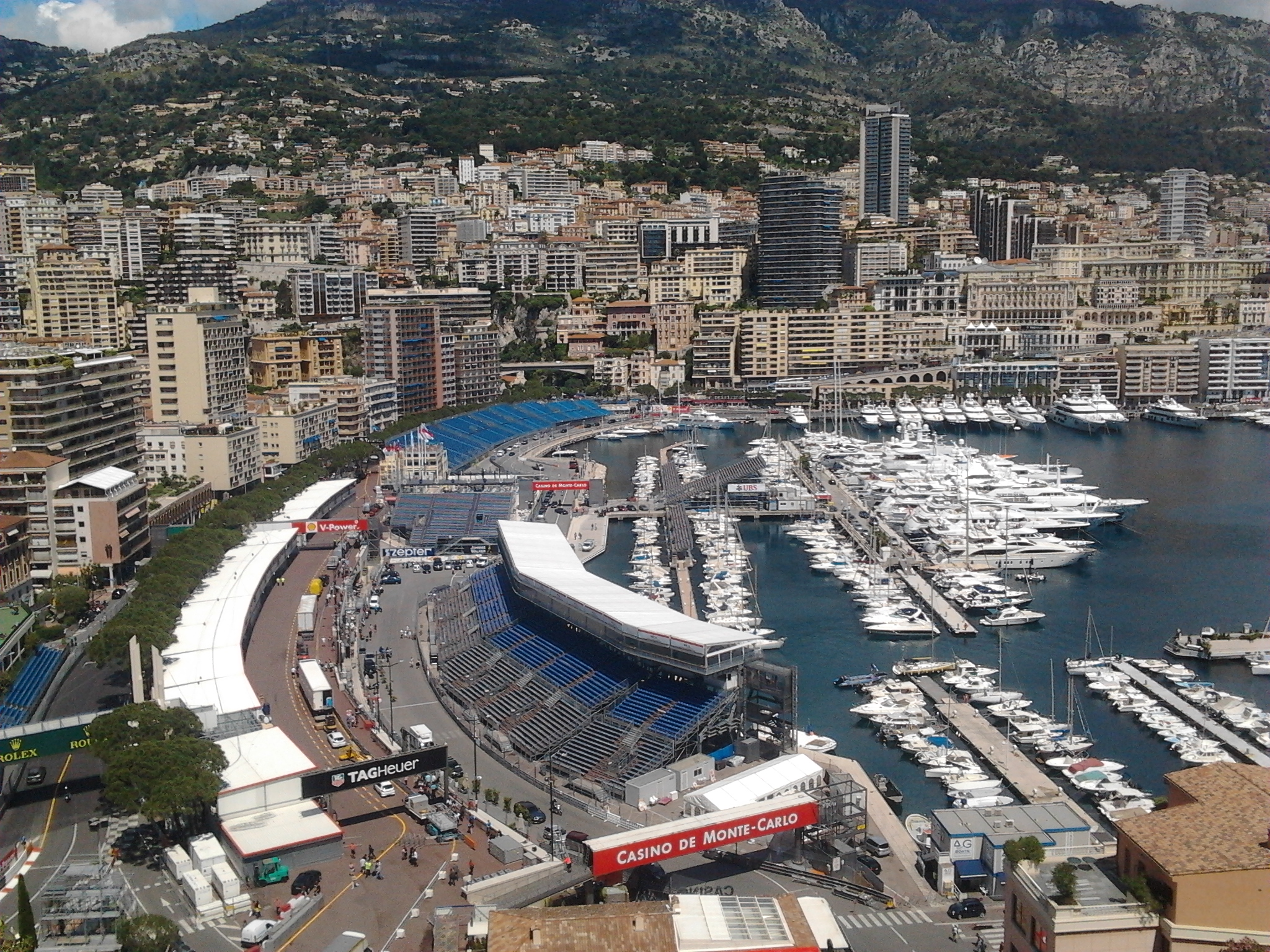
Der Port Hercule mit Tribünen für den Grand Prix de Monaco

Der 1911 gegründete Club Alpin Monégasque (CAM) ist ein Alpiner Verein.
Im Jahre 1929 fand erstmals der Große Preis von Monaco statt, seit 1955 gastiert die Formel 1 jährlich (mit Ausnahme 2020 aufgrund der COVID-19-Pandemie) im Fürstentum. Außerdem führt die Rallye Monte Carlo in den Stadtstaat.
Die AS Monaco gehört mit acht Meistertiteln zu den erfolgreichsten Fußballvereinen der französischen Liga. Der monegassische Fußballclub spielt im Stade Louis II im Stadtteil Fontvieille. Das Fürstentum unterhält außerdem eine Fußballauswahl, der Verband Fédération Monegasque de Football ist hingegen weder Mitglied der UEFA noch der FIFA.
Im Frühling findet jeweils ein Tennisturnier der ATP Tour Masters 1000 statt. Gespielt wird dabei auf Sand. Das Monte Carlo Masters gehört zu den wichtigsten Turnieren im Herrentennis.
Seit 1987 wird im Stade Louis II das Leichtathletik-Meeting Herculis veranstaltet.
Von 2005 bis 2009 fand im Fürstentum jährlich im September der Ironman 70.3 Monaco, ein Triathlon über die halbe Ironman-Distanz (1,9 Kilometer Schwimmen, 90 Kilometer Radfahren, 21,1 Kilometer Laufen) statt.
Seit 1995 findet im November der Marathon de Monaco et des Riviera statt.
Die EPT Monte Carlo, die seit 2005 im Monte Carlo Bay Hotel ausgetragen wird, ist das bedeutendste jährliche Pokerturnier Europas.
Seit 2003 ist Monaco Ziel der Red Bull X-Alps.
Special Olympics Monaco wurde 1980 gegründet und nahm mehrmals an Special Olympics Weltspielen teil.

### Monegassische Küche
Die monegassische Küche ist eine mediterrane Küche. Neben Fisch- und Fleischgerichten ist die italienische Küche weit verbreitet. Monegassische Gerichte werden meist mit Oliven, Tomaten und Zwiebeln zubereitet.
Eine typische Vorspeise ist Barbajuan. Hierbei handelt es sich um eine spezielle Art frittierter kleiner Ravioli. Es gibt lokal unterschiedliche Rezepte für die Füllung, das monegassische Original kommt im Gegensatz zu den Barbajuan aus z. B. Menton stets ohne Reis aus.
Zu Weihnachten gibt es sehr häufig ein Weihnachtsbrot (pain de Noël), auf welchem Walnüsse in Form eines Kreuzes mit einem Olivenzweig angeordnet sind.